# クロスアンジュ 天使と竜の輪舞
『クロスアンジュ 天使と竜の輪舞』（クロスアンジュ てんしとりゅうのロンド）は、2014年10月から2015年3月まで放送された日本のテレビアニメ。全25話。通称『クロアン』。
キャッチコピーは、「世界を壊して、私は生きる」。

## 概要
制作は2014年8月4日に発表された。制作はサンライズとキングレコードの2社によるもので、キングレコードのアニメ部門である第三クリエイティブ本部とスターチャイルドレコードが初の共同製作を行う。
竹下けんじろうによる漫画版が、2014年8月から2015年3月まで連載された。

## ストーリー
人間たちは、「マナ」と呼ばれる画期的な情報伝達・物質操作能力を遺伝子操作で生まれつき持ち合わせるようになった。その結果、戦争や環境問題、食料不足などの諸問題は解決し、しばらく世界に安寧の日々が訪れた。
一方で、突然変異により時折現れるマナを扱えないイレギュラーらたちは「ノーマ」という蔑称の下で差別されていた。「ノーマ管理法」と呼ばれる法律に基づきノーマたちは社会から隔離され、人類の敵「ドラゴン」と戦うための道具として扱われていた。
大国「ミスルギ皇国」の第一皇女で、民衆から絶大な支持を受けていたアンジュリーゼ・斑鳩・ミスルギもまた、幼き頃からしばらくノーマ根絶を理想とする思想に染まった人間の一人である。しかし、実は彼女もノーマであり、両親の庇護の下で、本人すら知る由もないほどまでにその事実を徹底的に秘匿された状態で育てられていた。16歳を迎えて洗礼の儀が執り行われた際、兄・ジュリオによってその事実を暴露され、忌むべき猛獣として囚われてしまう。混乱の最中、アンジュリーゼの母・ソフィアは銃弾から彼女を庇って命を落とし、父･ジュライはノーマを隠してかばっていた咎により皇帝の座を追われる。こうして皇帝の座を奪ったジュリオはミスルギ皇国の名を「神聖ミスルギ皇国」と改め、その初代皇帝として君臨すると共に、アンジュを辺境の軍事基地「アルゼナル」と追放する。
追放の憂き目にあったアンジュリーゼは身分だけでなく名前すらも奪われ、人型機動兵器「パラメイル」を駆る一兵士「アンジュ」にその身を落とし、ドラゴンとの戦いを強要されることとなった。戦闘中に感じた死の恐怖と生への渇望から過酷な環境の中で生き抜こうとする意思に徐々に目覚めながらも、払拭できない差別意識ゆえにアルゼナルの仲間たちとの衝突や不和を繰り返すアンジュであったが、やがてノーマと世界を取り巻く真実を知ることとなる。
仕組まれた世界の真実とそこに暮らす人間たちの醜さを目の当たりにしたアンジュは、ノーマを否定する世界を破壊し、ノーマが差別されずに暮らせる世界を手に入れるため、そして自らの意思で生き抜くために動き出す。

## 製作エピソード
企画の大まかな世界観やメカニックが決定した後、プロデューサーとして福田己津央が参加した。福田はインタビューに際し、当初のプロットではアンジュは「いい子」の皇女とされていたが、作品に特殊性を持たせるため性格を変更したという。

## 登場人物

### 主要人物
アンジュ / アンジュリーゼ・斑鳩・ミスルギ（アンジュリーゼ・いかるが・ミスルギ）
声 - 水樹奈々
本作の主人公。ミスルギ皇国の元第一皇女。16歳。身長約5.4フィート（約164cm）。三本のアホ毛がトレードマークであり、当初は多くのマナ使い同様、ノーマは人間ではないと断じる程の強い差別意識の持ち主だった。
洗礼の儀の際、兄のジュリオによってノーマであることが暴かれ、アルゼナルへ追放される。その際、皇女の身分だけでなく本名すらも取り上げられ、すべてを失った末に「アンジュ」という名の一兵士へと身を堕とす。
送還された当初は、一人で服も着られない始末だったが、兵士としての適性試験ではすべてにおいて平均以上の能力を示し、早期からライダーとしての才能を開花させる。最初は否定するも干戈を交えるうちに、否応なく自らの好戦的な性分を認めざるを得なくなる。そして、生来の性格もあり徐々に相応の生活力とたくましさを身に付けていく。
その一方で、皇女時代から根付いていた差別意識の強さゆえにアルゼナルの環境や仲間たちになじめず、アルゼナル送還後も惆悵として不運を嘆くだけだった。しかし、ドラゴンとの命懸けの戦いを通じて徐々に現状を認識していき、最終的にここで生きていくと覚悟を決める。だが、その後も依然としてノーマへの差別意識を改めないため、最終的にヴィルキスが墜落し遭難する羽目に陥る。ゾーラの死もあってか、当初はヒルダやクリス、ロザリーとは反目し合い、彼女たちとは度々衝突していた。
遭難先でタスクと出会い、一緒に暮らさないかと提案されるが、今はアルゼナルが自分の居場所であるとして帰還。以降、救助に来てくれたエルシャやヴィヴィアンに対しては多少軟化した態度で接するようになった。ただし、傲岸不遜かつノーマを見下す性格は相変わらず続き、隊列を乱しては独断専行し報酬を独り占めするなど、組織の一員としての意識に著しく欠ける傾向があり、かつ自身へ反抗的なメンバーを金で懐柔しようとするなど、狡猾な面も見られる。
しかし、家族への情を捨てきれなかったことから、アルゼナルへやって来たモモカや、同じく脱走を企んでいたヒルダと共にアルゼナルを脱走し、アンジュとモモカはミスルギ皇国へと再び戻る。だがそれはジュリオの罠であり、拘束されて処刑台に引き出される羽目になる。結果的には自身の苦労が水の泡となり、かつての自分に反し観衆を罵倒されつつ、処刑寸前の所でタスクに助けられ脱出に成功。兄妹を軽蔑し自ら皇国との決別を宣言した。アルゼナル帰還後、反省房で同室となった同じ状況のヒルダと語り合う中で「自分たちノーマを拒絶する世界を壊したい」と決意し、今まで犬猿の仲だったヒルダと和解する。
アルゼナルにサラの襲撃があった翌日、ジルからリベリタス計画の参加を要請されるも、利用されることを嫌い拒否。さらに直後、ドラゴンの正体の一端を知ったショックで戦うことも拒むが、皆を守るためにサリアの静止を振り切り出撃し、ヴィルキスの新たな力を発現させるに至る。
その戦いの末、ヴィルキスの力でドラゴンたちが暮らす並行世界に渡り、再会したサラとの諍いを経て友人関係を築く。そこで彼女たちドラゴンの歴史と生態を知り「もうドラゴンとは戦わない」ことを決意し元の世界に帰還、敵となったサリアたちから逃れアルゼナルに戻った後、避難していたモモカらと合流する。
その後、アウローラに乗艦し並行世界での出来事をアルゼナルの面々へ伝える。そんな中、狷介不屈なジルに乖戻し「自分なりのリベルタス」を行うためアンジュはアウローラを後にするが、直後襲撃してきたサリアたちに敗北しミスルギ皇国へ連れ去られる。エンブリヲの誘惑に抗いなんとか脱走を果たすものの、タスクとモモカを犠牲にするという形で生き延びてしまったことから絶望、タスクと出会った小島で悲嘆の末に自殺しようとするが押し止まり、生還していたタスク、モモカと共にアウローラに合流、ヒルダから指揮権を移譲されラスト・リベルタスを実行し、次元の狭間にてヒステリカを撃墜し戦いに終止符を打った。
エンブリヲ打倒後はアウローラ乗員たちとともに「偽りの地球」からドラゴンたちのいる地球に移住し、念願だった「喫茶アンジュ」を開店した。
サリア / サリア・テレシコワ
声 - 喜多村英梨
パラメイル第一中隊副長。ゾーラの死後は隊長に昇格。17歳。読書の際には眼鏡を着用している。メイとは幼少の頃からの知り合い。戦友のアンを亡くした過去を持っている。
兵士としての本分を弁えており、問題行動の多いアンジュに対しても努めて公正中立に接し、基本的に真面目で冷静な人物であるが、不測の事態にはもろい面もある。隊長就任後の初戦闘では、指示の不徹底から隊を危機に晒すことになり、自身も大型ドラゴンに捕縛されて絶体絶命の危機に陥るが、覚醒したヴィルキスとそれを駆るアンジュの活躍により無事生還する。
一見堅物だが、男女間の恋愛に強い興味があり密かにそれに関する書物を愛読している。また、魔法少女ものにも傾倒しており、精神的メンテナンスと称して「美少女聖騎士プリティ・サリアン」などといったコスプレをし、ひとり愉悦に浸ることがままある。上手く統率がとれずヒルダから嫌味を言われるが、新種のドラゴンの攻撃で苦戦を強いられていた時、単騎でドラゴンを殲滅しようとしたアンジュを叱咤し上手く誘導することで窮地を脱し、サリアは一人も欠くことなく隊を帰還させた。これを機にアンジュとの関係もやや改善したが、その後、脱走したアンジュに再会した際には、住むところが違うことを理由に彼女への軽蔑感を露わにする。ジルのことは普段は「司令」と呼んでいるが、幼い頃からジルの姿を見ており彼女を尊敬しているため、内輪事では対等に名前で呼んでいる。
アンジュが遭難した際にヴィルキスを心配するなど、いずれ自分自身に譲られるという考えからヴィルキスに執着する。脱走後に再度アンジュがヴィルキスへ搭乗することをジルに許された際には、サリアは怒りを露わにし命令違反を犯してまで搭乗している。その後独房に入れられ隊長を解任されていたが、ヴィヴィアンのドラゴン化騒動の時に解放される。その後、ジルが秘密事項であるはずの「リベルタス計画」をアンジュに話していたことを知り愕然とし、以後彼女を妬むようになる。
ジュリオ率いるノーマ管理委員会直属国際救助艦隊襲撃の際に、ジルの指示により戦艦アウローラに乗せるべくアンジュを強制的に連行しようとするも逃げられ、ヴィルキスで出撃されてしまう。パラメイルで追撃しアルゼナルへ連れ戻そうとするが、行動不能にさせられ海に墜落する。そこにエンブリヲが現れて彼に拾われ、手厚くもてなされて忠誠を誓う。
アンジュがサラたちの地球から戻って来た際、エンブリヲの親衛隊である「ダイヤモンドローズ騎士団」のナイトリーダー（隊長）としてラグナメイル・クレオパトラに乗り、エルシャやクリスを率いてアンジュらの敵として対峙する。最終決戦の寸前では、本人にとって腐れ縁であるジルがエンブリヲに襲われ負傷させられたことに気付き、生き残ったクリスと共に彼と決別しアルゼナルに帰環する。最終的には皆と和解し、アンジュを救援すべくエンブリヲに立ち向かった。
ヒルダ / ヒルデガルト・シュリーフォークト
声 - 田村ゆかり
パラメイル第一中隊突撃兵。17歳。ゾーラの死後は副隊長を兼務。部隊の中でも一、二を争うほど実力が高い。エンデラント連合出身で、アルゼナルには11年前に来た。
ゾーラの寵愛を主に受けており、新たに配属されてきたアンジュをその挙動から「痛姫（いたひめ）」と呼んで軽侮していた。
ゾーラの死後、彼女の部屋や私物を全て買い取る。腹に一物抱えている節があり、ロザリーやクリスと関係を持ち自らの派閥に取り込む。一方で、次第に頭角を現していくアンジュを目障りに思い、ヴィルキスのエンジンに異物（ランジェリー）を詰め込んで戦闘中にエンストするよう細工し、墜落させる。エルシャには事の真実を気付かれており、後に釘を刺されている。
実は、兼ねてより母インゲ（声 - 柳沢真由美）のいる生まれ故郷に帰るための脱走計画を練っており、機会を伺っていた。フェスタの際に計画を実行に移そうとするが、シルヴィアを助けようと同じく脱走を企てていたアンジュと協力しアルゼナルからの脱走に成功。これを機に彼女への態度も軟化し、お互い気に掛けあう様になる。途中でアンジュたちと別れ生家に帰るも、後に生まれたヒルダの妹（声 - 前田玲奈）に同じ名を付け新たな生活を欣幸していた母親の姿を目の当たりにする。その後、彼女から拒絶され罵声を浴びせられ、そのショックから失意の内に歩いていたヒルダは検疫官に抵抗することはなく痛めつけられ、拘束されてアルナゼルへ強制送還された。後日同じく戻ってきたアンジュと反省房で互いの顛末を語らい、「自分たちノーマを拒絶する世界を壊したい」という共通の思いを抱き、完全に和解する。後にサリアが命令違反をしたことで、アルナゼル襲撃を機に第一中隊の隊長代理を務めることになり、ロザリーやクリスとの仲も修復された。
行方不明だったアンジュが無事戻ってきて心から喜んでいたが、態度が一変し改めてアンジュを本気で想う様になり、一緒にいたタスクとの関係は快く思っていなかった。エンブリヲの元に単身向かおうとするジルを拘束し、指揮権を剥奪された際に、後任として指揮を任される。アンジュの帰還後、指揮権をアンジュに託し、相思相愛となった。
サラ / サラマンディーネ
声 - 堀江由衣
アウラの民の指揮官を務めるフレイアの一族出身の巫女姫。文武と美貌を兼ね備えた聡明な女性で、責任感の強さから民たちからの信頼も厚い。旧世界の文献を基にさまざまな遺物を現代に蘇らせており、自身の専用機「焔龍號」をはじめとした龍神器の設計も手がけている。日本刀に似た刀剣を所持しており、焔龍號のコクピットにも白兵用として持ち込んでいる。
完成した龍神器の起動実験を兼ねて大軍と共にアルゼナルに直接侵攻し、収斂時空砲でアルゼナルを壊滅状態に追い込む。自分たちの世界に来たアンジュを敵ではなく客人として迎え入れ、やがて親友同士となる。名前が長く言いづらいとのことで、アンジュから「サラ子」のあだ名をつけられる。
リィザの支援で、シンギュラーから援軍としてやって来る。ヒルダ達アルゼナルと合流し、同盟を結ぼうとする。アンジュの帰還後は正式に同盟を結び、ラスト・リベルタスに参加。アウラを開放し、決戦後、アルゼナルのクルーたちと共に真実の地球へ移住したアンジュらと同盟を結ぶ。
タスク
声 - 宮野真守
とある孤島に滞在していた青年で、ヴィルキスの機能不全で遭難したアンジュを救助する。20歳。一人称はほぼ「オレ」で、「僕」は時折しか使わない。出会った当初は破廉恥な行為を繰り返したせいでアンジュから警戒されていたが、毒蛇に咬まれたアンジュを介抱したことがきっかけで、徐々に打ち解けるようになる。自ら墜落したパラメイルの修理を買って出て、結果としてヴィルキスの通信機能が復旧し捜索隊からの呼び掛けに応答できるようになるまでの間、成り行きでしばらくアンジュと共同生活をすることになる。
パラメイルと同じ操縦系の小型艇を持つ、メイルライダーのスーツを着た亡き両親の写真を持つ、パラメイルに関してある程度の修理知識や技能を有し、更に終始マナを使うそぶりを一切見せずそれに気付いたアンジュが尋ねてもはぐらかそうとしていたが、その正体は新人類たるマナの繁栄の影で迫害・駆逐された「古の民」と呼ばれる旧人類残党軍の末裔。「ヴィルキスの騎士」の一人だったが、10年前（10歳時）に両親や仲間たちと死別してからは使命を放棄し、孤島で独り暮らしていた。そんな中出会ったアンジュに刺激を受け、彼女と別れた後ジルと再度コンタクトをとり騎士として行動を起こす。その過程で脱走したアンジュの追跡・送還をジルから依頼され、処刑されそうになった彼女をモモカと共に回収、アルゼナルに送り届けた。アルゼナルが艦隊の襲撃を受けた際にも駆けつけヴィヴィアンを救出、その後空間転移の後アンジュとともに行動するうちに、深い仲になっていく。
武装したマナの特殊部隊兵士5人を不意を突いて瞬殺するなど兵士としての能力は高く、孤島においても自給自足の生活を問題無く行えるなど、サバイバル能力もかなりのものである。自分のことをなんと言われようと怒ることはないが、死んでいった仲間や自分の両親を悪く言われると相手が誰であれ激怒する。エンブリヲに連れ去られたアンジュを救うため、異空間にある本来のアルゼナルにサリアたちとおもむき、アンジュを救出し、エンブリヲと対峙、サラから刀剣を借り受け、エンブリヲを倒す。
エンブリヲを倒した後はアルゼナルのクルーたちと共に真実の地球へ移住し、アンジュと共に以前から提案していた喫茶店「喫茶アンジュ」を開いた。
モモカ・荻野目（モモカ・おぎのめ）
声 - 上坂すみれ
アンジュの筆頭侍女。働き者な世話焼きのメイド。本来の役目はアンジュがノーマであることを本人にも秘匿するため、「皇族は自らマナを使わず、近辺の者に使わせる」という建前で代わりにマナを使うことだったが、幼い頃に怪我をした際自分を気遣ってくれた彼女への恩義から、自らの意思でアンジュに仕えている。
その忠誠心はアンジュが皇国を追われてからも変わらず、そこにつけ込んだジュリオに偽情報を掴まされた上で、アンジュに会うために物資輸送艇に密航してアルゼナルに侵入、すっかり変貌したアンジュと再会する。長年騙されていたことに憤るアンジュからは冷たくあしらわれるも、彼女を敬う気持ちを示し和解する。その後、アルゼナルの機密保持のため処刑されそうになるが、すんでの所でアンジュが大枚をはたいて身柄を買い取ったため難を逃れる。以降はアンジュの庇護のもと、引き続き専属メイドとして仕えている。ヒルダと違って、アンジュとタスクとの関係を祝福している。
普段はおっとりとした性格ではあるが、前述のアンジュへの忠誠心の高さから垣間見ることができるように芯の強い性格でもあり、アンジュのためなら時にアンジュをも大胆だと言わしめるくらいの行動力を持っている。その後リィザを助けているが、彼女の行為に対しアンジュに詫びするよう咎めている。
エンブリヲとの戦いの中では彼の支配をアンジュへの忠義で撥ね退けるも、胸を撃たれた上にエンブリヲを道連れに崖下へと落下し生死不明となる。実は服の中に入れていたフライパンで銃弾を受け止めたことで命拾いしており、後に同じく生きていたタスクと共に小島でアンジュと合流、ラスト・リベルタスではマナが使えなくなったがアウローラにて給仕係として乗り込みブリッジクルーを支えた。
次元融合の危機が去った後はアンジュに従って真実の地球へ移住、「喫茶アンジュ」の従業員となった。

### アルゼナル

#### パラメイル第一中隊
ヴィヴィアン / ミィ
声 - 桑島法子
第一中隊突撃兵。15歳。幼い外見に似合わず、卓越した技能を持つエースライダー。常に棒付きキャンディをくわえているが、この中には後述するドラゴン態にならないための抑制剤が含まれているためである。
本名は「ミィ」。10年前、遠征に行った母・ラミアの後を追ってアンジュたちがいる世界に迷い込んだシルフィスの一族である。ジルたちアルゼナル上層部はこの事実を把握しながらも隠蔽のため変異抑制剤を与えていた。
当初からアンジュに好意的に接しており、彼女に拒絶されてもあきらめずに親交を深めようとする。裏表のない明朗快活な性格であるが、不謹慎な発言を「クイズ」と称しては相手に所構わず無神経でする一面があり、時に相手の逆鱗に触れることも。寮のベッドはハンモックのような吊るし型。およそ整理整頓には無頓着な性分で、サリアと同室だが、彼女のスペースだけごみなどで散らかっている。また、ゆるキャラの「ペロリーナ」にハマっており、アクセサリーを集めている。
サラの襲撃があった翌日、抑制剤を摂取しなかったためドラゴン態に変化してしまい、仲間から追われる羽目になる。しかし、彼女の正体に気付いたアンジュが「永遠語り」を歌ったことにより元の姿に戻るが、このことによりドラゴンの正体が露見することになる。アルゼナル制圧時に敵兵に連れ去られそうになるが、タスクによって救出されアンジュたちと別の地球へ転移する。この頃再び小型のドラゴンに変化していたが、後にサラたちの世界で遺伝子調整を受け抑制剤なしでも人型を保てるようになった。その後、アルゼナルのクルーと合流し、アンジュと共に行動するようになる。
エルシャ
声 - 小清水亜美
第一中隊重砲兵。18歳。男勝りな性格が大半のアルゼナルの構成員の中では珍しく、女性らしい振る舞いとおっとりとした性格の持ち主。中隊随一の巨乳で、その大きさを「四次元バスト」と称されている。料理好きで中隊内では母親的な立場であり、ヴィヴィアン同様、アンジュを仲間として受け入れようとしており、何かと孤立しがちな彼女を気に掛けている。
アルゼナルの中の食堂では調理担当を受け持つことがある。新鮮な野菜を提供したいがため基地内で家庭菜園を行っている。後に戦死したアンの畑も引き受けている。脱衣所でロザリーやクリスが彼女のランジェリーのデザインとセンスを侮辱した際には、自身の名の入ったプロレス技で2人を折檻するなど、怒ると容赦ない性分である。
子供想いな面があり、アルゼナルが制圧された際に助けようとするも守ることができず、無力感に打ちひしがれた。その最中エンブリヲの接触を受け、犠牲になった子供たちを彼の力によって助けられ、その後は、彼からラグナメイル・レイジアを与えられ、サリアらと共にエンブリヲ側に寝返る。それからは一緒に連れてきた子供たちを｢エンブリヲ幼稚園｣で園長として世話をしていた。その後、自分が反旗を翻したアルゼナルとの激闘で子供たちが巻き添えになって死亡してしまい、エンブリヲに再び生き返らせるよう懇願するが、拒絶されてしまう。そのため、自分はエンブリヲに騙され利用されたと気づき、子供たちの遺体を埋葬した後に、彼と決別。アルゼナルに帰還して皆と和解した後、ヒルダの裁きを受け自ら反省房に入る。
ラスト・リベルタスではアウローラのブリッジに詰めていたが、仲間を守るべく出撃、機体に大きなダメージを負いながらも、撃墜されそうになったヴィヴィアンを救助した。
ロザリー
声 - 石原夏織
第一中隊軽砲兵。17歳。ライダーとしては凡庸以下だが、ゾーラなどの実力者に取り入ることで何とか生き残ってきた。
ゾーラいわく、パラメイルの操縦シミュレータを初体験したときに失禁するなど小心者。ヒルダと共にアンジュに対して敵意を剥き出しにし、人目もはばからずアンジュを陥れようとするが、ことごとく裏目に出て失敗する。しかし、任務中の危機をアンジュに助けられたうえにドラゴンを撃退して多額の報酬をもらえたことで、彼女と和解する。
脱走犯により反省房に入れられているヒルダのことを多少は心配している。ヒルダが隊長代理になることに最初は否定的だったが、彼女と戦っていくうちに関係は修復される。
アルゼナルが制圧され出撃した際、クリスが撃たれたのを見たことで怒りを露にする。また、親友のクリスがサリアらと共に叛旗を翻したことに嫌悪を抱くが、エンブリヲに見捨てられ自暴自棄になる彼女をヒルダと必死の説得の末、和解を果たしその後アルゼナルに帰還する。
クリス
声 - 小倉唯
第一中隊重砲兵。16歳。片目が隠れた髪形をしたネガティブ思考の少女。メイルライダーになる前は整備を担当していた。
ロザリーと共にアンジュに嫌がらせを繰り返すが、ことごとく裏目に出て失敗する。ゾーラの死後、ロザリーと共にヒルダと積極的に肉体関係を持ち、彼女に取り入られようとする。ロザリー同様、ドラゴンの攻撃により窮地に陥っていた所アンジュの助けにより難を逃れ、その恩義により彼女と和解する。
大運動会でヒルダのために優勝したが、その彼女が自分達に無断でアルゼナルから脱走したことに憤慨。そしてヒルダが所有していたゾーラの遺品を全て買い取るが、強制送還されたヒルダが謝罪の言葉もなく無闇に意地を張った態度を見せたため、彼女に罵り絶交を言い渡したが、無節操な性格であるためアルナゼル襲撃時に修復された。
アルゼナルが制圧された際に敵兵に頭部を撃たれ溝壑を填むが、そこに現れたエンブリヲにより治癒されて助けられ、その後は彼からラグナメイル・テオドーラを与えられ、サリアらと共にエンブリヲ側に寝返る。しかし、アルゼナルの件でヒルダやロザリーが自分を見捨てたと思い込んでおり、幼少期の些細な事を蒸し返し、自分自身が根暗で引っ込み思案であるのを完全に棚上げにする形で逆恨みをぶつけた結果、彼女達の加勢に来た後輩だったマリカを殺害してしまうに至り、その死を悲しんだロザリーとの溝は更に深まった。さらに、ヒルダと合流するはずだったアンジュをビームライフルで撃墜させる程の腕前を披露した。
最終決戦直前ではエンブリヲに見限られターニャとイルマが死亡した後、恐慌状態に陥り自暴自棄になるが、ロザリーとヒルダの決死の説得と謝罪により皆と和解し号泣。アルゼナルに帰還する。最後の戦いではヒルダにテオドーラを託した。
ゾーラ / ゾーラ・アクスバリ
声 - 根谷美智子
アルゼナルのパラメイル第一中隊隊長。経験豊富な年長ライダーで、過去の負傷により右目が義眼となっている。
同性愛者であり、ヒルダをはじめとした数多くの若い兵士たちを囲っており、アンジュも手籠めにしようとファーストキスを無理矢理奪う。その直後の戦闘でドラゴンの群れを壊滅寸前に追い込むも、ドラゴンに追われる恐怖で錯乱するアンジュにしがみつかれて巻き添えになり、最後に残った大型ドラゴンの攻撃を避けきれず戦死する。
「リベルタス計画」についても何かしら関わる可能性があったことをジルのセリフから窺い知ることができる。
ココ / ココ・リーブ
声 - 辻あゆみ
アンジュの同期として第一中隊に入隊した新兵。12歳になったばかりで、絵本やプリンが大好き。
物心付いた時からアルゼナルに居たため「外の世界」をまったく知らず、本の中でしか知らない存在である皇女かつ、訓練で高い能力を示すアンジュを慕い、彼女が話す外の世界に憧れるようになる。しかし、プレゼントしたプリンを後で捨てられるなどアンジュからは見下されていた。初出撃の際に逃亡しようとしたアンジュに付いていこうと隊列を離れた結果、真上に出現したドラゴンの攻撃を受けて戦死する。
その後、兵士として生きる決意をしたアンジュは、捨てられたまま暫く放置されていたココのプリンをゴミ箱から拾い上げ食したが、一口食べて嗚咽が止まらなくなり「不味い!」と漏らした。
ミランダ / ミランダ・キャンベル
声 - 茅原実里
アンジュの同期の一人。面倒見のいい性格。ココの友人で、彼女と同じようにアンジュと親しくなろうとする。
初出撃でのココの戦死後、なおも逃亡を図ろうとするアンジュを止めると同時に浅はかな夢を抱いた結果死んだココに涙するが、上空からドラゴンの体当たりを受けて機体から投げ出され、落下途中のところをドラゴンたちに捕食されて戦死する。

#### その他のメイルライダー
エレノア
声 - 葉山いくみ
パラメイル第二中隊の隊長。ドラゴンがアルゼナルを襲撃した際に出撃するが、サラが龍神器のテストと称して放った焔龍號の収斂時空砲にて戦死した。
ベティ
パラメイル第三中隊の隊長。名前のみ登場。ドラゴンがアルゼナルを襲撃した際に出撃するが、サラが龍神器のテストと称して放った焔龍號の収斂時空砲にて戦死した。
ターニャ / ターニャ・ザビロワ、イルマ / イルマ・カンクネン
声 - 上田麗奈（ターニャ）、森なな子（イルマ）
パラメイル第三中隊の生き残りで、ジュリオによるアルゼナル総攻撃の際にヒルダの指揮下に入ったメイルライダー。しかしその戦闘中に機体ごと捕獲され、その後エンブリヲの配下となってラグナメイルを与えられ、ナイトリーダーとなったサリアの指揮下に入る。
ラスト・リベルタスではナーガやカナメと交戦するが、エンブリヲによってドラゴンの群れの中に強制的に転移させられ、時間稼ぎの囮として使い捨てにされた。機体制御を奪われたまま大型ドラゴンと戦闘するが、ラグナメイルごと食い潰され、戦死する。
シャノン、カミラ、ナンシー
パラメイル第三中隊の生き残り。シャノンは茶髪の女性、カミラは眼鏡をかけた金髪の女性、ナンシーは黄緑色の髪の女性である。第13話でジュリオの艦隊と交戦していたが、アンジュがアウローラへ合流した頃にはいなかったため、どうなったからは明言されておらず戦死していた形になっている。
メアリー、マリカ / マリカ・ベルッチ、ノンナ
声 - 鬼頭明里（メアリー）、大森日雅（マリカ）、青木瑠璃子（ノンナ）
サリアら主力メイルライダーの離反により、補充要員として急遽採用された3人の新米ライダーたち。ロザリーが指導係を勤めていたが、本人たちはエースであるヴィヴィアンに欣慕の念を抱く。ミスルギ皇国での戦闘にて、マリカはクリスに撃墜されて、戦死する。その後、ラスト・リベルタスに参加し、主にアウローラの護衛に就いた。
ナオミ
声 - 原紗友里
ゲーム『クロスアンジュ 天使と竜の輪舞tr.』の主人公。アルゼナルの幼年部を卒業し、第一中隊に配属された新人メイルライダー。14歳。ココやミランダとは幼年部の同期だった。機体のテスト中にドラゴンに撃墜されて意識不明となり、修理費等々で多額の借金（ゲーム内設定で1億キャッシュ）を背負うことになる。更に、その間に入隊したアンジュによって第一中隊の関係が険悪になってしまう。借金の返済、生き延びるために仲間同士で協力することを信条とし、時には衝突しながらも第一中隊の人間関係の改善を目指していく。
ゲームでの選択肢の選び方による性格の幅はあるが基本的には健気で真っすぐでお人好し。また、借金による貧乏ゆえか食欲が旺盛（但し選択肢によっては「焼けたドラゴンの匂いは食欲をそそる」等の言動を取ることもある）。
エンブリヲによれば、「元々は死ぬ予定の人物であり、舞台にいるはずのない演者」。彼女の取る行動によりゲーム内の世界は如何様にも変動することになる。
アニメ版では同一人物かは不明だが、アンジュが第2話で着た血塗れのメイルライダーのスーツに名前が記載されており、サリア曰く「死んだ」とのこと。
アン / アン・エルガー
漫画版にのみ登場。サリアとエルシャのかつての同期。男勝りな性格で一人称は「オレ」。勝負事が大好きでサリアとよく張り合っており、訓練では常にトップ争いをしていた。出撃する際、帰還したら育てたトマトの味で勝負をする約束をしていたが、皮肉にも最初に戦死し、その約束を果たせなかった。

#### その他の関係者
ジル / アレクトラ・マリア・フォン・レーベンヘルツ
声 - 本田貴子
アルゼナルの総司令官。かつてはガリア帝国の第一皇女であったが10歳の頃にノーマと発覚してアルゼナルに送り込まれ、公式には病死した事にされている。 皇族からの初めてのノーマであり、ヴィルキスに乗るメイルライダーであったが、メイが3歳の時に当時の「リベルタス」の失敗により右腕と指輪を失う程の重傷を負い、その時に戦友も亡くしている。以後は右腕に機械の義手を装着している。喫煙者でもある。自他共に厳格であるが、アルゼナル内での人望は非常に厚く、周囲から慕われている。
アルゼナルに送られてきたアンジュを手荒い身体検査で迎え、その後も自分自身がノーマであるなど現実を受け入れられない彼女に対し何かと厳しく接する。彼女が初出撃にて身勝手な行動を取りゾーラ隊長以下3名を死亡させた際も、安易に戦いの場から降りることを許可せず「戦って死ね」と叱責。乗機を失ったアンジュにヴィルキスと彼女の指輪を与える。
厳格な性格であるが、周囲に翻弄される形でアルゼナルに送り込まれてしまったアンジュを気遣うような面も見せる。また、アンジュがあわや処刑寸前だったモモカを大金を積んで買い取ろうとした際も、「金さえあればここでは何でも手に入る」として、アンジュの行動を容認する。アンジュがシルヴィアを助けに行くためにアルゼナルを脱走した際には、タスクに依頼してアンジュの救出に向かわせている。
エマには内密で「リベルタス」という計画を実行に移そうとしており、ジュリオの艦隊がアルゼナルに攻撃してきた時アルゼナルの最下層に秘匿されていた潜水母艦アウローラに移乗しついに「リベルタス」を発動、基地にいるノーマに指示を出した後生き残りを収容してアルゼナルから発進させる。
もう1つの地球から戻ってきたアンジュから事情を聞いた後、ドラゴンとの共闘を決定する。しかし、リベルタスの成功に執心するあまり、ドラゴンもアンジュもヴィルキスもそのための「道具」だと言い切り、サラたちを囮にしてアンジュたちにエンブリヲの暗殺に向かわせる作戦を立案。更にモモカを人質にしてアンジュに命令を実行させようという強行手段に出てしまう。その後、タスクの機転で脱走したアンジュと格納庫で一騎討ちし、敗北。実はエンブリヲの傀儡となっており、男女の関係となっていた。今でもエンブリヲの呪縛からは逃れておらず、単身向かおうとした際にヒルダたちに拘束される。10年前に蜂起したリベルタスの真実を話し、事実を知ったジャスミンに指揮権を剥奪される。
ラスト・リベルタスでは、帰還したアンジュに叱責されたのを機に、過去のケジメをつけるべく、ラグナメイル「レイジア」に乗りサリアと戦う。アウラ復活後、エンブリヲを捕縛するが、エンブリヲの正体に気付いたところで彼の攻撃を受けて重傷を負う。その後サリアによりアウローラに運ばれ、最期はアウローラ乗員たちに見守られながら息を引き取った。
エマ・ブロンソン
声 - ゆかな
ノーマ管理委員会からアルゼナルに送り込まれた監察官で、モモカが転がり込んでくる前はアルゼナルで唯一のマナ使いだった。軍務官として規律に厳しくはあるがノーマに対しては多少の差別意識を持つ程度で、ジルとの関係は良好。アンジュを中心に起こる揉めごとに頭を痛めている。
アルナゼルが攻め込まれた際にはノーマたちと同じく銃殺されそうになり、なし崩し的にアウローラに乗艦する。その後はマナ社会への絶望から酒に溺れる生活を送っていたが、アンジュの帰還後に知った世界の秘密を知り戦う決意を固め、ラスト・リベルタスに参加、最後まで戦い抜いた。
マギー
声 - 豊口めぐみ
ジルの親友で、腕も確かなアルゼナルの軍医。ジルの右腕を治療する際に異様に興奮するなど、サディストの気質がある。
次元融合の危機が去った後は真実の地球へ移住し、病院を建築している。
ジャスミン
声 - 玉川砂記子
アルゼナルにある市場「ジャスミン・モール」の店主。基地内最年長であり、ジルの義手の整備も担当している。
被差別階級であるノーマでありながら一般人との商業ルートを持ち、さらには大量の物資を購入しアルゼナルに運び込めるという、謎の多い人物。また、水着着用が義務付けられている「フェスタ」にあって、普段着のままたこ焼きを焼いている。
金銭にがめついところもあるが、アルゼナル内での母親的存在でもあり、戦死した兵たちを弔う際も「親族」として同席する。生い立ちや境遇故に周囲とうまく打ち解けないアンジュにも分け隔てなく接し、助言をする事もある。「バルカン」という用心棒兼マスコットの犬を側に連れている。
かつてはアルゼナルの司令官で、ジルはその時の部下である。またジルが提唱している「リベルタス計画」についても詳細を把握している。ただ、多数の死者が出ることが予想されるリベルタス計画の遂行に慎重な姿勢を示している。ジルが単身エンブリヲの元に向かおうとしてヒルダ達に拘束された際に、彼女から指揮権を剥奪した。ラスト・リベルタスではアウローラのブリッジで指揮と操舵を担当していた。
メイ
声 - 渕上舞
第一中隊の整備班長。14歳。
リベルタスにおいて、パラメイルやラグナメイルの修理や整備の技術を受け継ぐ「甲冑師の一族」の継承者で、サリアと同様に幼少時からアルゼナルで暮らしている。整備技術は一流であり、「（ヴィルキスが壊れたら）命を懸けて直す。それが一族の使命」と発言するほどで、曰く、機体を整備するときにその機体のパイロットの気持ちを感じ取れるらしい。
パメラ
声 - 初谷順子
アルゼナルの主任オペレーター。金髪の少女。担当は統括管制。アウローラでは操縦席を担当。
次元融合の危機が去った後は真実の地球へ移住、「喫茶アンジュ」の従業員となった。
ヒカル
声 - 森なな子
アルゼナルのオペレーター。赤髪の少女。担当はパラメイルの発着管制。アウローラではレーダー席を担当。
次元融合の危機が去った後は真実の地球へ移住、「喫茶アンジュ」の従業員となった。
オリビエ
声 - 東山奈央
アルゼナルの新米オペレーター。緑髪の少女。担当はメイルライダーのモニタリング。アウローラでは通信席を担当。
次元融合の危機が去った後は真実の地球へ移住、「喫茶アンジュ」の従業員となった。

### ミスルギ皇国
ジュライ・飛鳥・ミスルギ（ジュライ・あすか・ミスルギ）
声 - 山寺宏一
ミスルギ皇国の皇帝。アンジュリーゼの父。
アンジュがノーマであることを知っていたが、娘の安全のために秘匿していた。しかしアンジュの洗礼の儀にて実の息子のジュリオによってその事実が露見してしまう。その結果として皇帝の座を奪われ、身柄を拘束された。
その後、国民を欺いていたとして処刑された。
ソフィア・斑鳩・ミスルギ（ソフィア・いかるが・ミスルギ）
声 - 林原めぐみ
ミスルギ皇国の皇后。アンジュリーゼの母。アンジュに斑鳩皇家の指輪を渡し、「永遠語り」の歌を教えた。
アンジュがノーマだと発覚した際に彼女を連れて逃げるも、兵士の銃弾からアンジュを庇い、死亡する。その死の間際に彼女へ「何があっても生きるのです」と言い残す。
ジュリオ・飛鳥・ミスルギ（ジュリオ・あすか・ミスルギ）
声 - 鳥海浩輔
ミスルギ皇国の皇太子。アンジュリーゼの兄。利己的で自惚れの強いナルシスト。根は臆病で小心者だが、無邪気な面も露見する。元よりノーマを毛嫌いしていたが、それ以上に両親がノーマであるはずのアンジュにかける期待の大きさを偏愛として不満に感じており、それがアンジュへの憎しみを大きく育てた。
アンジュを追い落として自らが皇位の座につくためにアンジュがノーマだという事実を利用し、アンジュの洗礼の儀の際に全国民に対してそれを大々的に暴露して彼女を追放した上、母を死に追いやり、父を拘束し処刑した。こうして神聖皇帝ジュリオ一世として皇帝の座を手に入れることとなった。
アンジュをアルゼナルへ追放したものの、中々アンジュが死なないことから、傷ついた皇室の権威回復にアンジュを徹底的に利用することを思いつく。モモカとシルヴィアを利用してアンジュを脱走させて皇宮におびき出し、最愛の妹に否定され絶望したアンジュを衆人の晒し者にして処刑することで政治的基盤の強化を図ろうと目論んだが、タスクによって阻止され、アンジュに刃物で斬り付けられ左頬を負傷した。
各国首脳が集まる会議においてはエンブリヲの考えにいち早く同調し、自ら艦隊を率いてアルナゼルへ侵攻を開始。突撃銃や火炎放射器等で武装した特殊部隊や滑空する無人兵器の「ピレスロイド」を投入し、ノーマの抹殺およびメイルライダーの捕縛を指揮する。しかし、アンジュの想いにより覚醒したヴィルキスの圧倒的な力の前に艦隊は瞬く間に壊滅状態に追いやられ、必死の思いでアンジュに命乞いをせざるを得なくなる結果となる。その場に介入してきたエンブリヲに助けを求めるが、アンジュに代わり粛清するとして彼のラグナメイル・ヒステリカのディスコードフェイザーにより乗艦ごと消滅させられた。
シルヴィア・斑鳩・ミスルギ（シルヴィア・いかるが・ミスルギ）
声 - 東山奈央
ミスルギ皇国の第二皇女。12歳。アンジュリーゼの妹。幼い頃にアンジュと乗馬をしていた際に落馬し、それ以来マナ駆動式の車椅子が必要な体となってしまい、アンジュはこの件をずっと気にしていた。
姉であるアンジュを敬愛し慕っていたが、ノーマだと発覚した際に余りのショックから失神してしまう。後に、アンジュがノーマであった事実を皇族が隠していたことから国民を欺いていたと見なされ、自身も含めた皇族が国民の信頼を失う。しかし挽回のため、皇族自らの手でアンジュを断罪せねばならないとのジュリオの策に乗り、皇国の秘密回線を使い、モモカを通じてアンジュに対し助けを求め、アンジュをおびき寄せた。そして、助けに来た彼女をナイフで切りつけ、「ノーマである姉が母を死なせたこと」と「一族が離散同然の不幸に追いやられ、自分が歩行不能な体になったのはアンジュのせい」だと鞭を振るい罵倒するなど、ノーマであるアンジュへの憎しみを叩き付けたが、後にアンジュからも脱走する直前に「薄汚い人間の本性」と笑顔で言い捨てられ恐怖する表情も見せていた。
行動の発端はすべて、敬愛していた姉がノーマだと知りそのショックの後にジュリオに洗脳染みた言葉に流されたことが原因と思われ、半分は本心からやったことではなかった。そのためアンジュを裏切ったという罪の意識に怯えている最中、ジュリオとリィザの秘密を見てしまい、リィザに囚われる。その後リィザに毒を盛られずっと眠らされていた所を「おじさま」と呼び慕っていたエンブリヲに救出され、リィザを奴隷扱いするようになった。ダイヤモンドローズ騎士団に捕らわれたアンジュと再会を果たした際には、彼女がジュリオを殺したと思い怯えていた。
次元融合の危機においては、エンブリヲに見切られた上、マナ供給を絶たれ身動きがとれなくなった挙句、責任を追及する国民たちに囲まれるが、戦闘中城に突っ込んできたアンジュから「足が既に完治していながら、周囲に甘えて車椅子のままでいる」ことを指摘された上、アンジュに向けられた銃口から逃れるために自らの足で立つ。これを見届けたアンジュから最後の別れを告げられ、彼女が今でも自分のことを想っていたことを悟り涙した。
アウラ解放後の崩壊したマナ世界では、自らの足で歩き、生きるために仲間と共に銃を取り戦う日々を送っている。
アキホ
声 - 上田麗奈
ミスルギ皇国の住人。エアリアの選手でありアンジュリーゼの学友。アンジュを慕っていたが、アンジュがノーマであることが発覚した際は掌を返して罵倒した。
その後、アンジュがシルヴィアの助けに向かう際に再会した時に通報するも、アンジュに簀巻きにされるが辛うじて脱出した。ジュリオによるアンジュの処刑に何の疑問も持たずに「吊るせ」と国民を囃し立てる様を、卵を顔面にぶつけられたアンジュから「言葉の通じない豚」と貶められた。
アンジュ逃亡後の去就は不明だったが、放送終了後の制作陣のtwitterで、エンブリヲが次元融合を起こした際に巻き込まれて死亡したことが判明する。

### ローゼンブルム王国
ミスティ・ローゼンブルム
声 - 伊瀬茉莉也
ローゼンブルム王国の王女。アンジュの旧友。
ノーマへの差別意識こそ多少なりともあるが、本質的には公正かつ誠実な人物で、ノーマとして命がけの労役につかされたアンジュの安否を気にしており（立場的にはモモカと同じ考えを抱いている1人）、アンジュに会うため慰問団代表となり変わり果てた彼女と再会、「私はノーマです」と冷たい言葉を返されながらもなお、彼女への情を絶てない様子を見せる。そこでミスルギ皇国皇族の処遇を打ち明け、シルヴィア救出を決行するアンジュに人質役として半ば強引に協力させられ、乗り捨てられた輸送機の中で解放された。
マナが使えなくなったときは専用の飛行機の中で不安がっていた。

### アウラの民（ドラゴン族）
リィザ・ランドッグ / リザーディア
声 - ゆかな
ミスルギ皇国の元近衛長官。ジュリオの腹心で肉体関係も持っている。
その正体は背中にドラゴンの翼を生やしたアウラの民の一人で、本名は「リザーディア」。大巫女の命を受けてサラ達の世界からアウラ奪還のために潜入したスパイである。
本来の姿を見せてジュリオを洗脳しシンギュラーポイントを開かせようとした所をシルヴィアに目撃されたため、彼女を捕縛する。その後はジュリオの艦隊に同乗するが、ジュリオが追い詰められると彼を見捨てて離脱、ミスルギ皇国に戻りスパイ活動を続けていたが、エンブリヲに捕われてしまい、作戦は彼の罠に利用され、自身はシルヴィアに奴隷として虐げられることになった。その後モモカに「これまでジュリオに肩入れした過程で陥れてきたアンジュへの謝罪」を条件に解放され、助けに来たサラマンディーネらと共にアウローラへと身を置く。
ラスト・リベルタスの前にアンジュと再会し、謝罪はしなかったものの後ろめたい気持ちを表していた。ラスト・リベルタスではアウローラで支援活動を行う。
ナーガ
声 - 森なな子
サラの側近の1人で、龍神器「蒼龍號」のパイロット。
サラを深く敬愛しており、それが行き過ぎて暴走することも多い。また重要機密である龍神器のこともしゃべってしまうほど口が軽い。サラと共にアウローラに合流し、ラスト・リベルタスに参加。
カナメ
声 - 葉山いくみ
サラの側近の1人で、龍神器「碧龍號」のパイロット。
ナーガとは親友同士で、暴走しがちなナーガを抑える役回りが多い。ナーガと同様、アウローラに合流し、ラスト・リベルタスに参加。
ドクター・ゲッコー
声 - 渡辺明乃
龍の宮殿にいる医師。自分の意思で人間態に戻れずにいたヴィヴィアンに遺伝子調整を施した。
人型の男性であるタスクを若い民向けの性教育に利用しようとするなどマッドサイエンティスト寄りの思考を持つ。
ラミア
声 - 中原麻衣
ヴィヴィアンの実母。シルフィスの一族の一人。
当初は母親というものへの印象が薄いヴィヴィアンに「お母さんさん」と呼ばれていたが、彼女を庇い負傷したことがきっかけとなり「お母さん」と呼ばれる。趣味は娘と同じく「クイズを出すこと」。娘との再会を喜びつつも彼女の成長を素直に認め、仲間たちのもとへ戻ることを決めた娘を送り出す。
大巫女 / アウラ・ミドガルディア
声 - 阿澄佳奈
サラたちの世界におけるアウラの民の指導者。始祖であるアウラ直系の一族出身。
幼い外見ながらも始祖アウラ奪還の使命に燃え、その作戦の指揮を執っていた。時空融合が始まった最中、アウローラに連絡を取り、自然発生したシンギュラーからドラゴンたちを援軍として寄越した。決戦後、アンジュたちノーマとサラたちアウラの民との同盟を結ぶ。
アウラ
声 - 三石琴乃
原初のドラゴン。マナの源となっており、殺害したドラゴンの体内から取り出したドラグニウムを与えることでそれを維持している。
かつてエンブリヲがサラたちの世界から捕獲してアンジュたちの世界に連れてきて、ミスルギ皇国の地下に発電機扱いで幽閉されている。また、天才科学者でもあり、エンブリヲとも因縁をもつとされる。終盤で解放され、時空融合を抑える役割を担い、ラグナメイルの本当の力を伝える。

### その他
エンブリヲ　
声 - 関俊彦
本作における最大の悪役で、ジルをはじめとする主要人物たちの仇敵。かつて世界を破壊したとされるラグナメイルの開発者であり、超エネルギー・ドラグニウムの発見者。拳銃で頭を撃ち抜かれても、別の場所から何もなかったかのように何度でも平然と現れるなど、死を超越したかのような仕草を見せる。指先で触れた相手の痛覚と快楽を自由に操ることができる。
本人曰く「調律者」であり、かつて争いの絶えない人間たちの状況を憂い、争いや差別の無い理想郷を創るために、あらゆるものを思考で操作できる高度な情報化テクノロジー「マナ」やそれを扱うことができ争いを好まない穏やかで賢い新人類を創造した。新人類が生まれる上でどうしてもバグで生まれてしまうマナが使えない人類である「ノーマ」を世界の歪んだシステムに組み込んだ張本人であるが、表向きに差別意識を出すことはない。また、自分が創造した人類を自在に操ることが出来る。本人曰く、「1000年は生きている」とのこと。一見すると理知的な紳士を思わせるが、欲しいものはどんなことをしてでも手に入れようとする強引さを持ち、自分の意に即わぬ者や引き入れた者を容赦なく切り捨てる冷酷な性格。
世界会議でアルゼナルの状態に頭を痛めている首脳たちに対し『ドラゴンに全面降伏するかドラゴンを皆殺しにするか、そうでなかったらこの世界を作り直す』と宣言。その考えに嬉々と賛同したジュリオに指揮権を任せる。しかしジュリオの命令で行われたノーマの大量虐殺を身勝手な暴走とみなし、自機のディスコード・フェイザーでジュリオを粛清した。
時間と空間を自由に操ることができ、その力でタスクの父親とその仲間を石の中に埋めて殺害している。アンジュたちの世界とサラたちの世界を融合して一つの地球に作り直すためのテストとしてサラたちの世界にも同じ攻撃を仕掛けるが、焔龍號の「収斂時空砲」とヴィルキスの「ディスコード・フェザー」の共鳴によってかき消された。そしてアンジュがサラの世界にいる間にサリアやクリス、エルシャらを仲間に加えた上に、彼女らにラグナメイルを与えて「ダイヤモンドローズ騎士団」を結成させる。
その後、時空融合を敢行するが、これに反抗するノーマとドラゴンの同盟軍と交戦に入る。自身へ会いに来たジルに致命傷を与え、ダイヤモンドローズ騎士団を捨て駒にしてアンジュを時空の狭間へと連れ去るが、彼女の永遠語りを頼りに駆けつけたタスク、ヒルダ、サリア、サラの乱入に伴い、ヒステリカでヴィルキスと、再生させた他のラグナメイルでヒルダたちと、そして生身の状態でタスクと最後の決戦を繰り広げる。しかし、時空の狭間では前述のような不死身の特性を使用できないことを突かれ、ヒステリカを含む機体全てを撃墜され、自身もタスクの刀剣による一閃を受け最期を迎えることで、時空融合も阻止されることになった。

## 登場兵器

### パラメイル
本作に登場する可変式ロボット兵器。後述のラグナメイルを参考に製造された兵器で、戦闘機形態「フライトモード」と、人型の駆逐形態「アサルトモード」の2形態に変形する。パイロットは「メイルライダー」と呼ばれる。
パイロットスーツは、長時間の行動と排泄の利便を考えて胴体部前面と臀部を露出したものとなっている。ショーツらしきものを着用しているように見えるがスーツの一部であり、着脱可能となっている。スーツの下に下着はつけない。頭部に関する防御はなく、一部のライダーはヘルメットをかぶるものの、ほとんどは風防で目をガードする程度のバイザーしか着用しない。
コクピットはバイクのように跨る形式をとっており、風防となるカウルもないため、フライトモード時は外気や風圧にさらされるが、アサルトモード時は周囲の装甲に包まれる形で格納される。搭乗するライダーとはパイロットスーツ腰部のケーブルで有線接続しており、ライダーが装備する銃火器や剣と同期した動作を取ることが可能になっている。パイロットを操縦席に固定するための装備はなく、フライトモードではドラゴンの体当たりでメイルライダーが機外に放り出されたり、アサルトモードで衝撃を受けた際にコクピット内壁に叩き付けられ負傷したりしている。コクピットブロックには気密性がなく、パラメイルが着水するだけでコクピット内に浸水している。なお、ベトロニクスが浸水時に異常をきたすような描写はない。
駆動中の動力炉の炉温は200万ケルビン。恒常的に無限ともいえるパワーを取り出し続けることができる。ただし、噴気に関しては別途噴進剤が必要であり、噴進剤の搭載量如何で行動範囲に制限を受ける。
対ドラゴン用アサルトライフルや実体剣といった基本武装のほか、キャノン砲やミサイルなどの多彩な兵装をあつかうことができる。ガレオン級などの大型種に対しては、両腕部に搭載している「凍結バレット」を撃ち込み凍結させて撃破する。この武器は極めて強力であり、バレットを受けたドラゴンが着水しただけで水面を氷原に変える威力がある。パイロットの裁量で広範囲なカスタム（武装、装甲、デコレーションなど）が許されているが、これについてジャスミンは「パラメイルはノーマの棺桶。死に場所だからこそ自分好みに改装することが許される」と説明している。
基地より発進する時はフライトモードのみで、噴気から基地を守るためにブラスト・バリアを展開せよとオペレーターが通達している。
駐機状態にある機体は固定されているが、非常事態等のために緊急射出システムがあり、無条件で発進させることができる。システム発動にはメイがもつ鍵が必要だが、ヒルダであればヘアピンと針金でシステムのロックを解除することが可能。
構成物質は金属のように見えるが、水に沈まない程度の浮力を有しており、タスク曰く「撃墜されたパラメイルの残骸や破片が近隣の海岸に打ち上げられることがまれにある」。
兵士の逃亡を防止するため、出撃のたびに1回分の燃料しか搭載されない（それでも逃亡者が出た場合は僚機が追跡して撃墜するルールになっている）。
AW-CBX007(AG) ヴィルキス
アンジュ専用機。白地に青の装甲と金色の関節が特徴で、額部に女神像のようなオブジェが飾られている。
高性能ながらも出力・操縦系に難がある旧式機で、長らくアルゼナルの格納庫に放置されていた。そのため機体の大部分が錆びていたが、戦闘中にアンジュが流した血に触れた斑鳩王家の指輪が反応して本来の姿を取り戻す。その後も、指輪の反応に応じて機体の損傷部分が欠損した部分も含めて瞬時に修復したり、アンジュの元にワープしたり、アンジュが危機に陥ると無人で起動して彼女を守るなど、機械の範疇を超えた奇跡を起こす。さらに、指輪の反応に応じて機体特性およびカラーリングが変化するのが特徴。他のパラメイルには無い武装として大型ドラゴンの皮膚や鱗すら切り裂く近接武器の零式超硬度斬鱗刀「ラツィーエル」がある（ヒステリカ以外の全機ラグナメイルが同型の剣を装備している）。第17話ではサラから銃剣付きバスターランチャーを投げ与えられ、以後はそれも使用する。最終回ではラグナメイルの基本兵装であるビームシールドを使用する。
その正体はラグナメイルの1機「ビルキス」で、過去にノーマと「古の民」が多大な犠牲を払ってエンブリヲから強奪した機体。強奪後に改修が施され、エンブリヲからの解放と訣別を願って「ヴィルキス(VillKiss)」と改名された。
「リベルタス」計画の要として利用されるはずだったが、この事態を予測していたエンブリヲによって、条件を満たす者でしかあつかえないように封印が施されていた。その封印を解く要素とは、王家の血筋の者であること、指輪を持つ者であること、そして「永遠語り」を歌える者であること。
かつてはガリア帝国の元皇女であるジル（アレクトラ）が搭乗していたが、「永遠語り」の条件を満たしていなかったため機体の真価を引き出せなかった。
ラグナメイルはドラグニウムの力（多元宇宙に干渉する力）を使うことが可能であり、ヴィルキスも物語中盤でアンジュの想いに応え、失った腕部分を多元宇宙から具現化させ再生するという力を発動させた。また、モードチェンジにより性能を変えることも可能（下記参照）。
アリエル・モード
加速性能を極限まで高めた高速形態で、装甲色が青に変化する。加速性能が極限まで高まり、最終的には光速を超えたワープ「次元跳躍」を発動させることができる（並行世界への跳躍も可能）。味方機及び味方のみ選別して同時にワープさせることも可能。
ミカエル・モード
周囲の空間位相エネルギーを取り込んだパワー特化形態で、装甲色が赤に変化する。「ラツィーエル」から巨大なエネルギーブレードを発生させたり、光学障壁を発生させたりなどさまざまな強化を発動させることができる。フライトモードでの体当たりは、戦艦の装甲をも貫通するほどの威力がある。
ウリエル・モード
「永遠語り」によってすべてのリミッターが解除された形態。時空間との共鳴現象によって機体が金色に光り輝き、両肩に内蔵された次元兵器「ディスコード・フェイザー」が露出展開する。
最終決戦仕様
最終回に発現した形態。本来の姿であるビルキス（ザ・プリミティブ）に戻っていたヴィルキスが、アンジュが乗り込むことによってヴィルキスの白色装甲とビルキスの赤のラインが組み合わさる変化を起こした。モードチェンジすることなく一つの形態でミカエル・モードのエネルギーブレードやウリエル・モードのディスコードフェイザーを扱うことが可能。
AW-GSX232(VV) レイザー

ヴィヴィアン専用機。カラーリングはピンク。
機動性強化のため装甲を大幅に削減した試作機。出力バランスが悪くピーキーであり、まともにあつかえるライダーは少ないが、ヴィヴィアンが乗ることでその能力を発揮する。
腰部に左右一対の超硬クロム製ブーメランブレード「ブンブン丸」を備え、攻撃や防御のほかにブーメランのように投擲して使用することが可能。

AW-CBR115 グレイブ
新兵用の量産機。通称「ノーメイク」。第一中隊に配属されたばかりの頃のアンジュやココ、ミランダも最初はこの機体に搭乗している。近接戦闘、後方支援など多くの種類があり、ライダー各自の手で多様なカスタマイズも行われている。
AW-CBR115(HL) グレイブ ヒルダ・カスタム
ヒルダ専用機。カラーリングは赤。頭部に二本の角の装飾が加えられている。
装甲と出力を強化し、高い機動性を確保している。専用武装は剣や槍としても機能する可変斬突槍「パトロクロス」を装備する。
AW-CBR115(MR) グレイブ メアリー・カスタム
アーキバスに乗り換えたヒルダの「お下がり」としてメアリーに与えられた機体。
カラーリングがオレンジに再塗装され、新兵のメアリーにも扱いやすいように再調整されている。
AW-CBR115(RS) グレイブ ロザリー・カスタム
ロザリー専用機。カラーリングは黄色。
背部に大型の連装砲を装備し、主に中距離からの火力支援を担当する。ヒルダがアーキバスに乗り換えてからは「パトロクロス」を受け継ぐ。
AW-CBR115(MK) グレイブ マリカ・カスタム
マリカ専用機。カラーリングは水色。形状はノーマル機と同じだが、機動性と装甲が強化されている。
テオドーラの攻撃で撃墜され、パイロットのマリカも戦死した。

AW-ZZR520 ハウザー
砲撃戦仕様のパラメイル。両肩部のリボルバータイプの大口径砲が特徴。他のパラメイルと異なり、コックピットのシートが背もたれになっている。
AW-ZZR520(ES) ハウザー エルシャ・カスタム
エルシャ専用機。カラーリングはオレンジ。
基本装備に加え長距離専用のライフルを携行している。動きは鈍重であり、中隊においてはもっぱら後方からの弾幕展開などの火力支援を主任務とする。
AW-ZZR520(CR) ハウザー クリス・カスタム
クリス専用機。カラーリングは黄緑。
ライダーであるクリスがなかなか賞金を稼げずにいるため、塗装以外ほとんどカスタマイズされていない。エルシャ機同様に機動力が低く、対ドラゴン戦闘においても被弾が目立つ。
ジュリオ率いる部隊の侵攻を退けようと出撃する際、クリスが兵士に撃たれたことでコントロールを誤り壁に激突、大破する。
AW-ZZR520(NN)  ハウザー ノンナ・カスタム
ノンナ専用機。カラーリングは青紫。
サリアのアーキバスと同じ長距離狙撃用管制システムを搭載している。
AW-FZR304 アーキバス

指揮官用パラメイル。下記以外にもピンクのカラーリングであるエレノア機と青のカラーリングであるターニャ機が作中で登場する。アーキバス専用武装としてアサルトブレード「ドラゴンスレイヤー」を持つ。
AW-FZR304(SA) アーキバス サリア・カスタム
サリア専用機。カラーリングは水色。長距離狙撃用に調整されている。
ヴィルキスを追撃した際、行動不能にさせられ海上へ墜落する。
AW-FZR304(ZR) アーキバス ゾーラ・カスタム
ゾーラ専用機。カラーリングは紫。出力に加え、指揮官機に必要な通信・索敵能力が強化されている。
ブリッグ級の攻撃を受けて大破する。
AW-FZR304(HL) アーキバス ヒルダ・カスタム
アウローラ乗艦後のヒルダ専用機。カラーリングは赤。メイの手によってコストを無視したカスタムが施され、重装甲化および軽量フレームへの換装、大破したゾーラ機の強化型エンジンの搭載といった強化によって超高性能化を達成している。
AW-FZR304(VN) アーキバス バネッサ・カスタム
タスクの母・バネッサの愛機で、10年前のリベルタスでは指揮官機として運用された。カラーリングは赤紫。
バネッサの死後もタスクが密かに保管していたが、ラスト・リベルタスでタスク自らが搭乗して出撃する。

### ラグナメイル
エンブリヲによって造られた7機の絶対兵器。全機が「永遠語り」の歌で起動する空間破壊兵器（次元共鳴兵器）「ディスコード・フェイザー（収斂時空砲）」を両肩に内蔵しており、あらゆるものを破壊可能な力を持つ。500年前の「真なる地球」で起きた終末戦争で投入され、ディスコード・フェイザーの威力で全文明を破壊し尽した。
基本的にラグナメイル同士の性能差はほとんどないが、インターフェイスは各ライダーに適した調整が施されている。カラーリングもヒステリカ以外は黒を基調にしつつ、それぞれ異なる色とパターンのラインマーキングが施されている。アルゼナルのパラメイルはこの機体を原型としているが、基本性能には歴然たる差があり、ディスコード・フェイザーも搭載していない。またラグナメイルの共通装備であるビームライフルもパラメイルが装備している実弾兵器とは威力に大きな差がある。
終末戦争終結後もヴィルキスを除く6機がエンブリヲの管理下にあり、うち5機がアルゼナルから離反したメイルライダーたちで構成された親衛隊「ダイヤモンドローズ騎士団」に配備される。
元々は並行世界を探索するための「有人次元観測機」として開発された機体であり、純粋な戦闘兵器ではなかった。事故により次元の狭間に取り残されたエンブリヲはこの機体を用いて様々な並行世界に干渉するようになる。500年前の終末戦争へのラグナメイルを使った介入もこの数々の干渉の一つでしかない。
EM-CBX001 ヒステリカ
エンブリヲ専用機。ラグナメイル本来の用途である次元観測機として製造された機体で、頭部のツインアイが露出しているなど後発の6機と異なる形状を持つ。装甲色も完全な黒ではなく、紫・黒・青などが複雑にまざりあったマジョーラカラーで彩られている。また、武装に関しても他のラグナメイルと違い、両翼の付け根付近にもディスコード・フェイザーを内蔵している他、腕部には接近戦用のビームソードを内蔵している。
その正体は過去の次元跳躍によってエンブリヲの精神と融合したエンブリヲのもう一つの肉体。
最終決戦で、ヴィルキスに右腕を切断され、ディスコードフェイザーを放つが時空収斂砲によって相殺され、ヴィルキスのディスコードフェイザーにより大破し、ラツィーエルの一閃によって破壊された。
EM-CBX002 クレオパトラ
サリア専用機。水色の直線のラインマーキングが特徴で、指揮官機としての通信・索敵機能が強化されている。
アリエル・モード
最終決戦において、サリアの想いに呼応したことで発動させた高速形態で、ヴィルキス同様、装甲色が青に変わっている。
ヴィルキスでは行われなかった、連続短距離空間跳躍による敵機翻弄という効果的な戦闘方法を行い、ラグナメイルを圧倒した。
EM-CBX003 レイジア
エルシャ専用機。オレンジのX字のラインマーキングが特徴で、長距離戦闘に適した調整が施されている。
エルシャがエンブリヲから離反する際にアウローラに持ち込み、ラスト・リベルタスではジルが搭乗した。ジル搭乗時は、他の機体では行われていないライフル二丁撃ち（ビームライフル+対ドラゴン用アサルトライフル）でピレスロイドを一掃した。
ジル死亡後の最終決戦ではエンブリヲによって無人状態で召喚されるが、焔龍號の零距離射撃で粉砕された。
EM-CBX004 テオドーラ
クリス専用機。緑のスペードのラインマーキングが特徴で、遠距離砲撃能力が強化されている。ラスト・リベルタス終盤では、損傷したアーキバスの代替機としてヒルダが搭乗した。
ミカエル・モード
最終決戦において、ヒルダの想いに呼応したことで発動させたパワー特化形態で、ヴィルキス同様、装甲色が赤に変わっている。
ヴィルキスの様に、「ラツィーエル」から巨大なエネルギーブレードを発生させることが可能。
EM-CBX005 ビクトリア
ターニャ専用機。ピンクのV字のラインマーキングが特徴で、中距離砲撃戦を得意とする。
ラスト・リベルタスではドラゴンに潰され、最終決戦ではテオドーラに大破され、クレオパトラにトドメを刺された。
EM-CBX006 エイレーネ
イルマ専用機。黄色の直線のラインマーキングが特徴で、近距離戦闘を得意とする。
ラスト・リベルタスではドラゴンに食われ、最終決戦ではクレオパトラに翻弄され、その隙にテオドーラに撃破された。
EM-CBX007 ビルキス
ノーマと古の民に強奪される前のヴィルキス。他の機体と同じ黒基調のカラーで、Y字の赤いラインマーキングが施されていた。機動力に特化された調整が施されている。
最終話でタスクがヴィルキスに搭乗した際に一時的にこの姿に戻った。

### 龍神器
読みは「りゅうしんき」。サラマンディーネが旧世界の技術を用いて完成させた機体で、原型機であるラグナメイルに匹敵する性能を持つ。基本的な機構はラグナメイルおよびパラメイルと似ているが、コクピットに閉鎖式の全天周囲モニターを採用しており、操縦者を外部に露出させずにフライトモードに変形することができる。
共通兵装として右腕部に近接格闘用の伸縮式ブレードである積層鍛造光子剣「天雷」、左腕部にビーム砲を装備しており、3機とも基本スペックは同等だが、壱号機である焔龍號は収斂時空砲等の特別な武装を装備している。
龍神器 試作零式 焔龍號（えんりゅうごう）
サラ専用機。赤い機体色が特徴で、龍神器の中で唯一「収斂時空砲（しゅうれんじくうほう）」を両肩に装備している。発砲時は「永遠語り」とサラの額の宝玉をキーとしてヴィルキスのウリエル・モードに似た金色の姿となり、砲口が露出展開する。額の宝玉は、機体を遠隔操作するための端末にもなる。
また銃剣付きのバスターランチャーである崩壊粒子収束砲「晴嵐」（対装甲銃剣「震電」装備型）を専用兵装として装備しており、ラグナメイルや他龍神器が装備しているビームライフル（緑色の光弾）よりさらに強力なレーザー（赤色の光線）を発射する。
龍神器 試作壱式（甲型） 蒼龍號（そうりゅうごう）
ナーガ専用機。青い機体色が特徴で、機動性重視の調整が施されている。ビームライフル（正式名称は崩壊粒子収束砲「瑞雲」）を装備している。
龍神器 試作壱式（乙型） 碧龍號（へきりゅうごう）
カナメ専用機。緑の機体色が特徴で、パワー重視の調整が施されている。蒼龍號と同型のビームライフルを装備している。

### その他の兵器
タスク専用機
タスクが搭乗する小型飛行艇。機首部に機関砲を搭載する。操縦系がパラメイルと共通であるため、初めて乗ったアンジュでもすぐに扱えた。二人乗りだが、後部に居住設備を備えたキャビンを接続することが可能。
ピレスロイド
ジュリオ率いるアルゼナル遠征艦隊が投入した無人飛行兵器。多数のチェーンソーが備えられた扁平な円盤で、これで突撃を行う「破砕モード」、ワイヤーを伸ばして対象をからめ捕って捕獲する「捕獲モード」、「銃撃モード」の3つの機能を持つ。ラスト・リベルタス時には、エンブリヲ側が運用していた。

### 艦船
アウローラ
アルゼナル最下層に秘匿されていた潜水空母。古来よりリベルタス計画の中枢（旗艦）として使用され、古の民と共に幾度もエンブリヲと交戦、甲冑士一族の手で複数回の改修も受けている。アルゼナルがジュリオ率いる艦隊に襲撃された際にジルがリベルタスを発動させ、生き残りを集結させて発進する。
艦内には多数のパラメイルを搭載でき、機体は前部中央のカタパルトから発艦する。武装は艦橋の両横に計6基のCIWS、対象を氷結する冷却魚雷発射管、後部にVLS（垂直ミサイルランチャー）、艦首下部に主砲となるN式冷線破壊砲を持つ。冷線砲はミスルギ皇国の暁ノ御柱全体を凍らせるほどの威力がある。潜水空母ながら、「航空モード」という空中を飛翔可能な機能を持ち、飛行時は艦体全体を覆う防御用バリア「量子フィールド」を展開できる。
エンペラージュリオI世
エンブリヲの意向を受けてアルゼナル攻撃を決定したジュリオが指揮する艦隊の旗艦。
扁平な一枚甲板で、外見状は武装が見られないなど、空母としての外観を有している。内部にはピレスロイドを多数搭載しており、単艦でも攻撃任務を遂行できる。

## 作品設定・用語

### 世界観
マナ
人類が進化の果てに得たとされる魔法に似た技術。その実際は、エンブリヲが生みだした新人類に発現する力であり、アウラがその源となっている。作中世界の根幹となる設定で、マナをあつかえることが「普通の人間」の絶対条件である。ドラゴンも使えるが、通常と異なり色が赤い。
念動力のように物質を浮遊・移動させたり、拘束・防護用の結界を張ることも可能。また、統合システムへのアクセスによって情報共有が可能になり、マナ使い間でのコミュニケーションツールともなる。これらマナ技術の発展により、戦争や貧富の差も消滅したとされる。その代わりに人々は自主性や主体性を失い、ある意味堕落してしまったとエンブリヲは語っている。
ノーマ
マナの力を持たず、他者のマナの力も無効化する人間を指す蔑称。遺伝子操作前の旧人類の因子を持つ突然変異種で、女性にしか発生しない。常に一定数のノーマが生まれ続ける。
日々検疫官がその存在を取り締まっており、大多数は幼少時に社会から隔離される。ノーマと判明した者はノーマ管理法に基づき認定番号（アンジュの場合は「1203-77号ノーマ」）を与えられて拘束され、アルゼナルへ送られて名前を取り上げられる。その存在は一般に知られることがなくアルゼナルで軍務に使役される。エンブリヲによる遺伝子操作によって、マナ人類はノーマを嫌悪し差別するよう作られているが、第1話のノーマの母親やソフィア皇后のように、その強制力は絶対でないことが描写されている。
ドラゴン
アルゼナルのノーマたちが戦う人類の敵。「Dimensional Rift Attuned Gargantuan Organic Neototypes」（次元を越えて侵攻してくる巨大攻性生物）の各単語の頭文字をとって名付けており、空間に門（ゲート）を開いて現れる。外見はファンタジー作品に登場するドラゴン（飛竜）に酷似する。個体差が大きく、体格によって「ブリッグ級」や「ガレオン級」、「スクーナー級」、「フリゲート級」などに分類されている。また、特殊な重力場を発生させる「ビッグホーンドラゴン」という亜種なども存在する。肉食性であり、メイルライダーも捕食対象となっている。凍結されたものは人類に回収される。
知能も相応にあるため、戦況に応じた攻撃方法を用いたりする。ガレオン級などの大型種になると、魔法陣の発動で防御壁の展開や固有の特殊攻撃を行ううえ、驚異的な生命力を持つ。また、それまでにノーマたちの討伐部隊が遭遇したことがない個体は「初物（はつもの）」と称され、それを討伐、戦闘記録を回収するなどしてもライダーの報酬が跳ね上がると言われている。
その正体はサラたちの世界においてドラグニウム汚染環境に適応するために遺伝子操作した人類。アルナゼル司令のジルや元司令のジャスミンは人間であることを把握しており、後にアンジュらも知ることとなる。
サラたちの世界においては、男は大型のドラゴンとなり崩壊後の世界においてドラグニウムという結晶を食べ体内で浄化する役割を持ち、女は普段は人型でいるものの時期が来れば男と子を作り育てる。人型になった女性は皆背中から翼を、臀部から尻尾を生やしているのが特徴である。仔細は作中で明らかにされなかったが接近するとマナを使える人間を発狂させる特徴を持つ。その際にマナである人間はドラゴンの思考を、人間が理解出来る言語として口に発する。ただし、発狂状態であるためその行為自体が人間やドラゴンの関係に何らかの影響を及ぼすことは無かった。
永遠語り（とわがたり）
ミスルギ皇国に代々伝わる歌。サラもエンブリヲも知っており、サラ曰く「真なる星歌」。ラグナメイルや龍神器に搭載されている「ディスコード・フェイザー（収斂時空砲）」を発動させる鍵。サラ曰くアンジュの歌はその昔エンブリヲが破壊のために歌っていたものだという。その実際は、宇宙を支配する法則をメロディーに変換したもの。物語終盤、エンブリヲはこの旋律をラグナメイルで増幅し、アウラのエネルギーを使うことによって二つの世界（次元）を融合させようとする。
古の民
エンブリヲが調整する前の元の世界に住んでいた人類。エンブリヲとは敵対し、幾度も彼に攻撃を仕掛けているが、いずれも敗退し、死んでいった。タスクはそのただ一人の生き残り。ヒルダ曰く「男のノーマ」。
並行世界の地球
ヴィルキスでアンジュたちが転移してきた、サラたちドラゴン種（アウラの民）が住む地球のこと。転移してきた場所は現実の東京にそっくりな場所であるが、建物にはコケが生え廃墟と化している。その理由は、500年以上前に起きた過去の大規模戦争で膠着かつ壊滅状態（人類が最盛期の11%まで激減していた）に陥った連合が絶対兵器であるラグナメイルを投入し、文明が崩壊したためである。ただし、一部の管理コンピュータやロボットが稼働していたりするため完全には技術・機能は失われてはいない。科学力に関してはアンジュたちの住む世界よりも進んでおり、抑制剤なしで遺伝子調整ができることを知ったマギーは、その事実に驚愕している。

### 国家・施設
ミスルギ皇国
作中の登場国家の一つ。ミスルギ皇家によって代々統治されてきた巨大国家。公用語は英語。皇族を含む一部の人間の名前には漢字（日本語）が混じっている。皇族は高い知性と美貌を兼ね備えており、国民からの人気が非常に高い。ノーマへの差別意識は非常に高く、彼女らを『凶暴な家畜と同類』と称している。
16歳を迎えた第一皇女アンジュリーゼの洗礼の儀の際に皇帝ジュライが拘束・退位させられ、皇太子であったジュリオが新皇帝に即位し、国の実権を握る。ジルの発言に反し、実際には滅びておらず、皇族もジュライは処刑されたが、ジュリオとシルヴィアは健在であった（後にジュリオも死亡）。しかし、ノーマであるアンジュのことが公になったせいか、作中描写では他の国との印象はあまり良いとは言えない。ヴィルキスの覚醒キーである指輪と「永遠語り」が代々継承されている。また、サラたちの世界とのゲートはミスルギ皇国が管理している。物語終盤、エンブリヲによるマナの喪失と時空融合によって国中が大混乱に陥り、さらに国民が皇族に依存しきっていたこともあり、事実上国家としては崩壊してしまった。シルヴィアのその後を描いた最終話の一幕では、内乱状態に陥っている様子が見受けられる。
暁ノ御柱
ミスルギ皇国内にある巨大タワー状の高層建築物。「アウラの塔」とも。内部にはエンブリヲによってアウラが秘密裏に監禁されており、ドラグニウムを搾取しマナの供給源としている。また、「シンギュラー」というサラたちが住む並行世界の地球とアンジュたちの世界を繋ぐ次元の扉を開くことが可能で、開かれた地点は「シンギュラーポイント」と呼ばれる。最後はアウローラのN式冷線破壊砲の直撃を受けて倒壊した。
アルゼナル
「兵器工廠」という意味を持つ、ローゼンブルム王家管轄の世界で唯一の対ドラゴン用軍事基地。パラメイル3個中隊（1個中隊は9機編成）を擁し、世界のどこかに現れるゲートを通って侵攻してくるドラゴンを駆逐する任務を帯びている。ノーマの収容先であり、基地の人員は女性のみで構成されている。対ドラゴンの最前線ではあるがジル曰く「兵器の充足率は高くない」。その外観は、海から突き出た岩礁に離着陸デッキ用の鉄板を敷きつめただけのもの。幼いうちに収容されたノーマ用の養護・教育施設もあり、授業で「ノーマには生きる権利はないが、ドラゴンを殺す兵器としてのみ生きることを許されている」と教えられる。他に基地内には「ジャスミン・モール（後述）」や、「プラント」というドラゴンに関する研究・薬の製造を行っている施設があるが、プラントはアルゼナルでも極一部の人間しか存在を知らない（物語中盤に焔龍號の攻撃で破壊される）。
兵士には「キャッシュ」という通貨が給与として定期支給され、生活費や任務に必要な物品の購入に充てられる。任務達成率によって給与が上がり、素行不良の黙認など徐々に特権も伴うようになる。ただし、同性愛についてはおおむね基地全体で寛容な雰囲気があり、作中でメイルライダーたちが全裸で同衾している描写が散見されるほか、公共の場（浴場等）で濃厚な性行為にふけっても咎められる描写はない。戦死したノーマは本来の名前が返還され、基地内の墓地に葬られる。なお、アルゼナルの存在はドラゴンの存在が人類の脅威である事も含め、極一部の者しか知らない極秘事項である。脱走した場合は、アルゼナルに強制送還される上にパラメイルを含めた財産・資産はすべて没収される。
アンジュが脱走し連れ戻されて約一週間後にサラの率いるドラゴンたちの襲撃を受け甚大な被害を被り、さらに連合軍の攻撃により基地機能は失われた。潜水空母アウローラを地下に秘匿しており、リベルタス発動と共に基地の主要人物と人間に反抗する意思のあるノーマ達が移乗しアルナゼルから発進する。かつてはエンブリヲが構築したノーマの隔離先にすぎなかったが、いつのまにか対ドラゴン基地としての体裁を整えていた。同様に「リベルタス計画」の一環として人間からの攻撃を防ぐための対空機銃が複数配備されていたが、ジュリオ率いる艦隊の猛攻の前にはほぼ無力であった。
ジャスミン・モール
基地内にある巨大酒保（公式サイトでは「巨大市場」と呼称されている）。経営に関する全要素を店主のジャスミンが単独で執り行っており、コストコのような倉庫型箱売り形式を基本としているが、小さなアクセサリーやシールなどはバラ売りもしている。
セールスポイントは「ブラジャーから列車砲までなんでもそろう」であり、日用品、食品、パラメイル用のカスタムパーツなどまで、取り扱う品目は多岐にわたるが、全般的に高額な商品が多い。隣接するアミューズメントブースでは卓球やクレーンゲーム、スマートボール、ビリヤードなどの娯楽設備も利用でき、ノーマたちの憩いの場となっている。
ローゼンブルム王国
作中の登場国家の一つでアルゼナルを所掌する。元首は国王（声 - 浦山迅）。国家としての規模、正確な位置やミスルギ皇国との外交関係は不明だが、王女率いるエアリアのチームをミスルギに送ったり、ノーマと判明したアンジュをアルゼナルで引き受けたりと、ある程度の友好関係は築けている様子であるが、ミスルギ皇国の傲慢さに、内心では快く思っていないものも多い。他の国家に比べ、ノーマへの差別がもっとも薄いのか、比較的に見下す程度の意識しか持っておらず、ノーマたちを管理する役目を受けたのもそのため。アルゼナル公休であるフェスタの際は王族が慰問に訪れるのがならわしとなっている。
エンデラント連合
作中の登場国家の一つ。ヒルダの出身国。元首は大統領（声 - 四宮豪）。ミスルギと並び、ノーマへの差別意識はかなりのもので、ノーマの侵入を許したミスルギ皇国や、アルゼナルから脱走させ連合国家にノーマを入れたローゼンブルム王国を非難している。
マーメリア共和国
作中の登場国家の一つ。元首は書記長（声 - 塾一久）。エンデラント連合やローゼンブルム王国とは不仲であり、彼らにライバル心を抱いている。
ヴェルダ王朝
作中の登場国家の一つ。元首は女王（声 - 百々麻子）。女性中心の国家であり、王族や政府の役目はすべて女性である。ローゼンブルム王国同様、ミスルギ皇国とはある程度の友好関係を築けている様子。
ガリア帝国
作中の登場国家の一つ。ジルの祖国。元首はミスルギ皇国と同じく皇帝（声 - 金子由之）。
統合経済連合
「並行世界の地球」に五百年以上前に存在した勢力の一つ。当時の地球総人口を11%まで減少させた大規模国家間戦争「第七次大戦」「ラグナレク」「D-War」と呼ばれる戦争を引き起こした。その後膠着状態を打破するために決戦兵器「ラグナメイル」を投入したが、ラグナメイルの次元共鳴兵器により全世界のドラグニウム反応炉が共鳴爆発する事態となり、世界ごと壊滅した。
汎大陸同盟機構
「並行世界の地球」に五百年前以上に存在した勢力の一つ。統合経済連合と同じく世界ごと壊滅した。

### 技術・兵器
パラメイル
アルゼナルに配備されている可変式の機動兵器。「#パラメイル」も参照。
ラグナメイル
エンブリヲが開発・製造を行った人型機動兵器。「#ラグナメイル」も参照。
龍神器
サラや彼女の側近たちが運用している人型機動兵器。「#龍神器」も参照。
ドラグニウム
サラたちの世界に存在するエネルギーで、500年以上昔にエンブリヲが発見したもの。多元宇宙に働きかける力を持ったエネルギーであり、エンブリヲやラグナメイルの超常的な能力の源。しかし一方で使い方を誤ると強力な汚染能力も持つ。ドラグニウム反応炉が連鎖爆発を起こし生身の人間の居住が困難になったサラ側の地球では、自らを遺伝子改造によりドラゴン化させた人類がその身にドラグニウムを溜め込むことによって浄化作業を行っている。

### その他の用語
エアリア
作品世界で行われている球技。ラクロスに似ている。チーム人数は不明だが（第1話の作中で競技場の電光掲示板には鳳凰院、フロリア両チームともにFW:2名、MF:4名、DF2名の計8名が掲示されていた）、2人1組でタンデム式のエアバイクに乗り、1人は操縦、もう1人はラクロスに似たスティックを振るってボールを奪い合い、ボールを相手チームゴールであるサークル内に入れるとポイントとなり、最終的に得点が多い方が勝利となる。競技場上空でエアバイクをぶつけ合ったり、スティックで相手選手に攻撃しても危険行為と認定されないなど、かなり荒々しいスポーツである。
エアバイク搭乗者への安全策は講じられておらず、高度に関する規定も作中では描写されていない。そのため、トラブルやアクシデントで高い位置から落機した場合、死の危険がある。バイクなどに見られる操縦桿に相当するものがなく、マナを通じてエアバイクとリンクすることによって操縦する。
ペロリーナ
かつて世界中でブームとなっていたゆるキャラ。見た目はツギハギだらけのブサイクなクマであり、ブームが過ぎ去った後にジャスミンがグッズを大量に仕入れた。アルゼナルにおいても一部（ヴィヴィアンなど）を除いて、不人気状態にある。
作中ではアンジュが着ぐるみを着るはめになったほか、最終話の喫茶アンジュのシーンにも登場している。
マーメイドフェスタ
年に一度あるアルゼナルの公休日。兵士は全ての訓練を免除され、基地の区画に設けられた簡易的な遊園地・映画館・賭博場で遊んだり、露店での買い食いも許される。伝統として、この日は1日中水着着用が義務付けられている。
また、この日は高額賞金のかかった大運動会も開催されており、「恐怖！溶ける水着でパン食い競争」や「挟んで運べ！おっぱい卵」などといった競技が行われる。
リベルタス
本編開始以前からあるマナ遺伝子をもたない人間が虐げられる世界を変革するための作戦。その過程として、エンブリヲの打倒を目的とする。ジャスミンが司令官の頃から存在する作戦のため、時代によって思惑の変遷がある。ジルはこの作戦の成就に拘っている。
ダイヤモンドローズ騎士団
エンブリヲ直属の親衛隊。アルゼナルから離反したメイルライダーたちで構成されており、メンバーはサリア、クリス、エルシャ、ターニャ、イルマの5名。全員がエンブリヲからラグナメイルと起動に必要な指輪を与えられている。各員はエンブリヲのことを各々の敬称を付けて呼んでいる。

## スタッフ
- 企画・原作・アニメーション制作 - サンライズ
- クリエイティブプロデューサー - 福田己津央
- 監督 - 芦野芳晴
- シリーズ構成 - 樋口達人
- キャラクターコンセプト - 松尾祐輔
- キャラクターデザイン - 小野早香、鈴木竜也（サブ）
- パラメイルデザイン - 阿久津潤一
- ドラゴンデザイン - 宮武一貴
- コスチュームデザイン - 黒銀
- メカニカルデザイン - 宮本崇、寺岡賢司
- メインアニメーター - 鈴木竜也、原田大基、重田智
- 美術設定 - 須江信人
- 美術監督 - 小倉一男
- 色彩設計 - 久保木裕一
- CGI監督 - 小久保将志
- 撮影監督 - 江間常高
- 編集 - 坂本久美子
- 音響監督 - 鶴岡陽太
- 音楽 - 志方あきこ
- 音楽制作 - キングレコード、スターチャイルドレコード、サンライズ音楽出版
- 企画プロデューサー - 古里尚丈
- ゼネラルプロデューサー - 河口佳高、森山敦、三嶋章夫、清水憲忠
- プロデューサー - 土屋康昌、山中隆弘、鈴木廉太
- 製作 - サンライズ、PROJECT ANGE（キングレコード、フィールズ、サンライズ、バンダイナムコゲームス、バンダイチャンネル、バンダイナムコクリエイティブ）

## 主題歌
オープニングテーマ
「禁断のレジスタンス」（第1話 - 第12話）
作詞・歌 - 水樹奈々 / 作曲・編曲 - 加藤裕介
第1話からは劇中のカットが使用されていたが、第6話からは新規のカットに指し変わった。第25話はEDに使用。
「真実の黙示録」（第13話 - 第25話）
作詞・歌 - 高橋洋子 / 作曲・編曲 - 大森俊之
第13話では前OP同様、劇中のカットが使用され、第15話からは展開に合わせて新規のカットに指し変わっていった。

エンディングテーマ
「凛麗」（第1話 - 第12話）
作詞・作曲 - 山口朗彦 / 編曲 - PHA、山下洋介 / 歌 - 喜多村英梨
「終末のラブソング」（第13話 - 第24話）
作詞・歌 - 水樹奈々 / 作曲 - 吉木絵里子 / 編曲 - 藤間仁（Elements Garden）
最初は、前OPのキャラクターのカットが流用されていたが、第18話からは新規のカットが追加された。

挿入歌
「Necessary」（第5話、第14話、第22話）
作詞 - 松井五郎 / 作曲 - Zetta / 編曲 - EFFY / 歌 - 水樹奈々

## 劇中歌
全作詞 - Hibiki / 作曲・編曲 - 志方あきこ。
「永遠語り〜光ノ歌〜」
歌 - アンジュ（水樹奈々）
「永遠語り〜光ノ歌〜(エンブリヲ ver.)」
歌 - エンブリヲ（関俊彦）
「永遠語り〜風ノ歌〜」
歌 - サラ（堀江由衣）
「永遠語り〜El Ragna〜」
歌 - アンジュ（水樹奈々）、サラ（堀江由衣）

## 各話リスト
| 話数   | サブタイトル                 | 脚本              | 絵コンテ                                | 演出                              | 作画監督                                                          | 作画監督                              | 総作画監督        |
| 話数   | サブタイトル                 | 脚本              | 絵コンテ                                | 演出                              | キャラクター                                                      | メカニカル                            | 総作画監督        |
| ------ | ---------------------------- | ----------------- | --------------------------------------- | --------------------------------- | ----------------------------------------------------------------- | ------------------------------------- | ----------------- |
| 第1話  | 堕とされた皇女               | 樋口達人          | 芦野芳晴 福田己津央                     | 秋田谷典昭 福田己津央（メカ）     | 鈴木竜也、中島渚                                                  | 森賢 重田智                           | 鈴木竜也          |
| 第2話  | まつろわぬ魂                 | 樋口達人          | 芦野芳晴 福田己津央                     | まついひとゆき 福田己津央（メカ） | 戸井田珠里、田村里美                                              | 須永頼太                              | 原田大基          |
| 第3話  | ヴィルキス覚醒               | 樋口達人          | 福田己津央                              | 久藤瞬 福田己津央（メカ）         | 坂本修司、今岡大                                                  | 重田智                                | 鈴木竜也          |
| 第4話  | ひとりぼっちの反逆           | 樋口達人          | 照柿陽彩、まついひとゆき 芦野芳晴       | 野亦則之                          | 森田岳士、石原恵治                                                | 崎山知明                              | 原田大基          |
| 第5話  | アンジュ、喪失               | 樋口達人          | 福田己津央                              | 町谷俊輔                          | 野崎真一、澤田美香                                                | 野崎真一、澤田美香                    | 鈴木竜也          |
| 第6話  | モモカが来た！               | 木村暢            | 大橋誉志光                              | 大橋誉志光                        | 本田敬一、小山知洋                                                | 才木康寛                              | 原田大基          |
| 第7話  | サリアの憂鬱                 | 樋口達人          | まついひとゆき                          | 鳥羽聡                            | 中島渚、戸井田珠里                                                | 安藤義信                              | 鈴木竜也          |
| 第8話  | ビキニ・エスケイプ           | 野崎透            | 下田正美                                | 三宅和男                          | 田村里美、鈴木勇                                                  | 永田正美                              | 原田大基          |
| 第9話  | 裏切りの故郷                 | 関島眞頼          | 伊藤達文                                | 又野弘道                          | 竹上貴雄、斎藤千恵 鈴木恵理、今岡大                               | 竹上貴雄、斎藤千恵 鈴木恵理、今岡大   | 鈴木竜也          |
| 第10話 | 絞首台からサヨナラを         | 樋口達人          | 亀井治                                  | 藤井康晶                          | 坂本修司、徳田夢之介 加藤洋人                                     | 崎山知明                              | 原田大基          |
| 第11話 | 竜の歌                       | 野崎透            | 福田己津央                              | 野亦則之 福田己津央               | 齋藤雅和、中澤勇一 石原恵治                                       | 須永頼太                              | 鈴木竜也          |
| 第12話 | 右腕の過去                   | 樋口達人          | まついひとゆき                          | まついひとゆき                    | 吉岡毅、野崎真一 本田敬一、小山知洋                               | 安藤義信                              | 原田大基          |
| 第13話 | 武器工廠（アルゼナル）、炎上 | 小林英造          | 下田正美 福田己津央                     | 大橋誉志光                        | 戸井田珠里、田村里美 中島渚                                       | 森田岳士                              | 鈴木竜也          |
| 第14話 | アンジュとタスク             | 関島眞頼          | 伊藤達文                                | 柳瀬雄之                          | 辻初樹、ハンミンギ 青木悠、服部憲知                               | 辻初樹、ハンミンギ 青木悠、服部憲知   | 原田大基          |
| 第15話 | もう一つの地球               | 野崎透            | まついひとゆき                          | 岩崎トモカズ                      | 坂本修司、徳田夢之介 今岡大                                       | 才木康寛 須永頼太                     | 鈴木竜也          |
| 第16話 | 共鳴戦線                     | 樋口達人          | 細川ヒデキ                              | 朝木幸彦                          | 石原恵治、加藤洋人 本田敬一、齋藤雅和                             | 崎山知明                              | 原田大基          |
| 第17話 | 黒の破壊天使                 | 小林英造          | 亀井治、福田己津央 芦野芳晴             | まついひとゆき                    | 吉岡毅、野崎真一 中澤勇一、小山知洋                               | 須永頼太                              | 鈴木竜也          |
| 第18話 | 決別の海                     | 関島眞頼          | 渡邉哲哉 下田正美                       | 藤井康晶                          | ヨシモトキンジ、藤田正幸 容洪、李相振                             | ヨシモトキンジ、藤田正幸 容洪、李相振 | -                 |
| 第19話 | 時の調律者                   | 樋口達人          | 村田峻治、芦野芳晴 福田己津央           | 伊藤達文                          | 戸井田珠里、中島渚 今岡大、ハンミンギ                             | 安藤義信                              | 鈴木竜也          |
| 第20話 | 神の求魂                     | 樋口達人          | 西澤晋                                  | 鳥羽聡                            | 石井久美、坂本修司 齋藤雅和、徳田夢之介 宮谷里沙                  | 才木康寛 須永頼太                     | 原田大基          |
| 第21話 | 遺されるもの                 | 野崎透 樋口達人   | 亀井治 下田正美                         | 岩崎トモカズ                      | 石原恵治、加藤洋人 本田敬一、相馬満                               | 東賢太郎                              | 鈴木竜也          |
| 第22話 | Necessary                    | 樋口達人          | 伊藤達文                                | 青山弘                            | 岡毅、今岡大 中島渚、小山知洋 高乗よう子、中本尚 小野早香         | 安藤義信                              | 原田大基          |
| 第23話 | ゆがむ世界                   | 小林英造 樋口達人 | 下田正美、村田峻治 福田己津央           | まついひとゆき                    | 野崎真一、ハンミンギ 舘崎大、中島勇一                             | 崎山知明                              | 鈴木竜也          |
| 第24話 | 明日なき戦い                 | 樋口達人          | 大橋誉志光、亀井治 福田己津央           | 久藤瞬 鳥羽聡                     | 坂本修司、徳田夢之介 加藤洋人、齋藤雅和 本田敬一                  | 須永頼太                              | 原田大基          |
| 第25話 | 時の彼方で                   | 樋口達人          | 芦野芳晴、福田己津央 大橋誉志光、亀井治 | 芦野芳晴 福田己津央               | 小野早香、鈴木竜也 戸井田珠里、今岡大 中島渚 須永頼太（ドラゴン） | 重田智 東賢太郎                       | 小野早香 鈴木竜也 |

## 放送局
| 放送期間                      | 放送時間                     | 放送局     | 対象地域・備考                   |
| ----------------------------- | ---------------------------- | ---------- | -------------------------------- |
| 2014年10月5日 - 2015年3月29日 | 日曜 1:30 - 2:00（土曜深夜） | TOKYO MX   | 東京都                           |
| 2014年10月8日 - 2015年4月1日  | 水曜 2:30 - 3:00（火曜深夜） | 毎日放送   | 近畿広域圏 / 『アニメ特区』第1部 |
| 2014年10月9日 - 2015年4月2日  | 木曜 2:05 - 2:35（水曜深夜） | テレビ愛知 | 愛知県                           |
| 2014年10月10日 - 2015年4月3日 | 金曜 23:30 - 土曜 0:00       | BS11       | BS放送 / 『ANIME+』枠            |

| 配信期間        | 配信時間        | 配信サイト         | 対象地域・備考                              |
| --------------- | --------------- | ------------------ | ------------------------------------------- |
| 2014年10月9日 - | 木曜 12:00 更新 | バンダイチャンネル | 日本全域 / 見放題サービス利用者は全話見放題 |
|                 |                 | dアニメストア      | 日本全域 / 見放題サービス利用者は全話見放題 |

## BD / DVD
| 巻  | 発売日         | 収録話          | 規格品番       | 規格品番   |
| 巻  | 発売日         | 収録話          | BD             | DVD        |
| --- | -------------- | --------------- | -------------- | ---------- |
| 1   | 2014年12月24日 | 第1話 - 第3話   | KIXA-90468     | KIBA-92160 |
| 2   | 2015年1月21日  | 第4話 - 第6話   | KIXA-90469     | KIBA-92161 |
| 3   | 2015年2月25日  | 第7話 - 第9話   | KIXA-90470     | KIBA-92162 |
| 4   | 2015年3月25日  | 第10話 - 第12話 | KIXA-90471     | KIBA-92163 |
| 5   | 2015年4月22日  | 第13話 - 第15話 | KIXA-90472     | KIBA-92164 |
| 6   | 2015年5月27日  | 第16話 - 第18話 | KIXA-90473     | KIBA-92165 |
| 7   | 2015年6月24日  | 第19話 - 第21話 | KIXA-90474     | KIBA-92166 |
| 8   | 2015年7月22日  | 第22話 - 第25話 | KIXA-90475     | KIBA-92167 |
| BOX | 2021年3月17日  | 第1話 - 第25話  | KIZX-90436‐444 |            |

## webラジオ
2014年11月28日よりインターネットラジオ音泉で配信されたwebラジオ番組。隔月最終週に配信。メインパーソナリティは鷲崎健で、毎回ゲストパーソナリティと称して作品内のキャストが出演した。2015年3月27日に最終回を迎えたが、PlayStation Vita用ソフト『クロスアンジュ 天使と竜の輪舞tr.（トリル）』の発売に合わせ、2015年4月17日から6月5日まで毎週金曜日に復活配信された。復活配信のメインパーソナリティは鷲崎健と原紗友里（ナオミ 役〈ゲームオリジナルキャラクター〉）。なお、完全版が映像メディアの特典として収録されており、第1回はVol.2に、第2回・第3回はVol.5に収録された。
| 回 | 配信日         | 番組タイトル                                      | ゲストパーソナリティ | ゲスト     |
| -- | -------------- | ------------------------------------------------- | -------------------- | ---------- |
| 1  | 2014年11月28日 | クロスアンジュ〜ロザリーとメイのradio〜           | 石原夏織・渕上舞     |            |
| 2  | 2015年1月30日  | クロスアンジュ〜ヴィヴィアンとサラのradio〜       | 桑島法子・堀江由衣   |            |
| 3  | 2015年3月27日  | クロスアンジュ〜アンジュとタスクのradio〜         | 水樹奈々・宮野真守   |            |
| 4  | 2015年4月17日  | クロスアンジュ〜ナオミとエルシャのradio〜         | 小清水亜美           |            |
| 5  | 2015年4月24日  | クロスアンジュ〜ナオミとエルシャのradio〜         | 小清水亜美           |            |
| 6  | 2015年5月1日   | クロスアンジュ〜ナオミとロザリーとクリスのradio〜 | 石原夏織・小倉唯     |            |
| 7  | 2015年5月8日   | クロスアンジュ〜ナオミとロザリーとクリスのradio〜 | 石原夏織・小倉唯     |            |
| 8  | 2015年5月15日  | クロスアンジュ〜ナオミとヒルダのradio〜           | 田村ゆかり           |            |
| 9  | 2015年5月22日  | クロスアンジュ〜ナオミとヒルダのradio〜           | 田村ゆかり           |            |
| 10 | 2015年5月29日  | クロスアンジュ〜ナオミとアンジュのradio〜         | 水樹奈々             |            |
| 11 | 2015年6月5日   | クロスアンジュ〜ナオミとアンジュのradio〜         | 水樹奈々             | 福田己津央 |

## 書誌情報

### 漫画
クロスアンジュ 天使と竜の輪舞
2014年8月3日よりComicWalker（KADOKAWA）にて連載された。全3巻。話数は全43話だが、連載時はストーリー（章）を小分けにしているため、正確には全11章。作画は竹下けんじろうが担当。本編第7話までに相当するストーリーとサブキャラクターのバックボーンを掘り下げたオリジナルストーリーで構成されている。
1. 2014年12月10日発行（同日発売） ISBN 978-4-04-811103-4
2. 2015年3月10日発行（同日発売） ISBN 978-4-04-811115-7
3. 2015年8月10日発行（同日発売） ISBN 978-4-04-811128-7

クロスアンジュ 天使と竜の学園（エコール）
2014年10月5日よりComicWalker（KADOKAWA）にて連載された。毎週日曜日更新。全25話。作画はおさじが担当。
舞台をノーマが通う学園「アルゼナル学園」に置き換えた4コマギャグ漫画作品。毎回アニメ最新話を元にしたギャグが複数盛り込まれている。話数は『●時間目』と表記されている。11月9日にはアフレコリポート漫画も掲載された。13時間目以降が単行本化がされていない。
- 2015年2月10日発行（同日発売）ISBN 978-4-04-811109-6。1 - 12時間目までを収録。※特別授業（描き下ろし漫画）・課外授業（アフレコリポート漫画）も収録。

### 関連書籍
クロスアンジュ 天使と竜の輪舞 キャラクター&VOICE BOOK
学研パブリッシングより刊行。主に声優陣のインタビューが記載されている。
- 2015年5月26日発売。ISBN 978-4-05-406267-2

クロスアンジュ 天使と竜の輪舞 デザインワークス
一迅社より刊行。キャラクターやパラメイルの設定画などが記載されている。
- 2015年7月30日発売。ISBN 978-4-75-801456-4

## ゲーム
クロスアンジュ 天使と竜の輪舞tr.（トリル）
PlayStation Vita用ソフトとして、2015年5月28日にバンダイナムコエンターテインメントから発売。ゲームオリジナルのキャラクター「ナオミ」が主人公として登場する。

### クロスオーバー作品
スーパーロボット大戦V
PlayStation 4/PlayStation Vita用ソフトとして、2017年2月23日発売。本作が参戦作品の1つとして登場する。
スーパーロボット大戦X-Ω
スマートフォン用アプリとして、2015年10月5日配信。2017年7月1日から本作が参戦作品の1つとして登場する。
スーパーロボット大戦X
PlayStation 4/PlayStation Vita用ソフトとして、2018年3月29日発売。本作が参戦作品の1つとして登場する。